# Viviers (Ardèche)
Pour les articles homonymes, voir Viviers.
Viviers ou Viviers-sur-Rhône est une commune française, située dans le département de l'Ardèche en région Auvergne-Rhône-Alpes.
Viviers est l'ancienne capitale de la province du Vivarais, Vivariensis Pagus à qui elle a donné son nom et qui a appartenu à la province royale du Languedoc jusqu'en 1789.
La cité est encore le siège de son propre évêché, également dénommé diocèse du Vivarais, constitué de vingt-quatre paroisses depuis le 1er octobre 2003. Historiquement, les évêques  furent les seigneurs temporels les plus puissants de la région durant une grande partie de l'époque médiévale avant de faire allégeance au roi de France en 1307,.
Siège de son propre canton jusqu'en 2015, année où la ville a été rattachée au canton de Bourg-Saint-Andéol, Viviers est également une des neuf communes adhérentes de la communauté de communes du Rhône aux Gorges de l'Ardèche depuis 2013 et ses habitants sont les Vivarois.

## Géographie

### Localisation

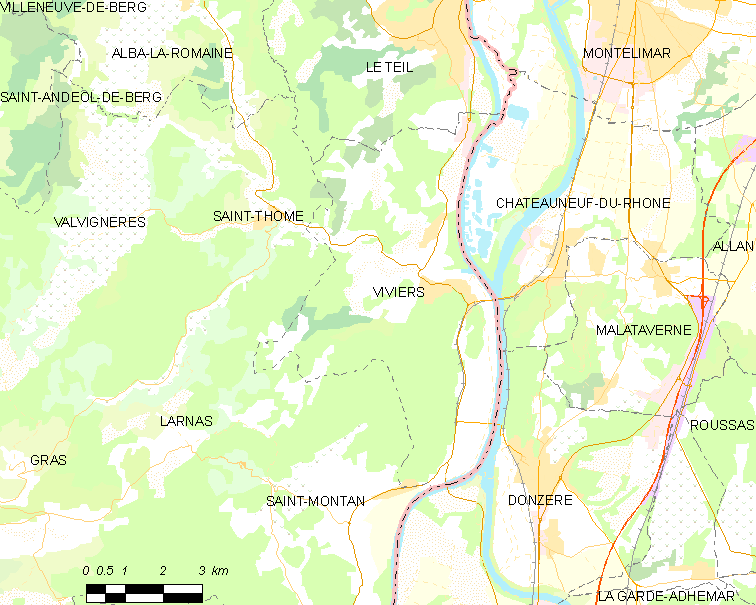
Plan de la commune et des communes limitrophes

Le territoire communal se positionne dans la partie centrale du département de l'Ardèche dans l'arrondissement de Privas, au bord du Rhône, non loin de l'agglomération de Montélimar, située à quelques kilomètres en direction du nord-est.
Le centre du village est situé à 160 km de Lyon, préfecture de la région Auvergne-Rhône-Alpes, à 157 km de Grenoble, siège de l'académie et 624 km de Paris.

### Géologie et relief

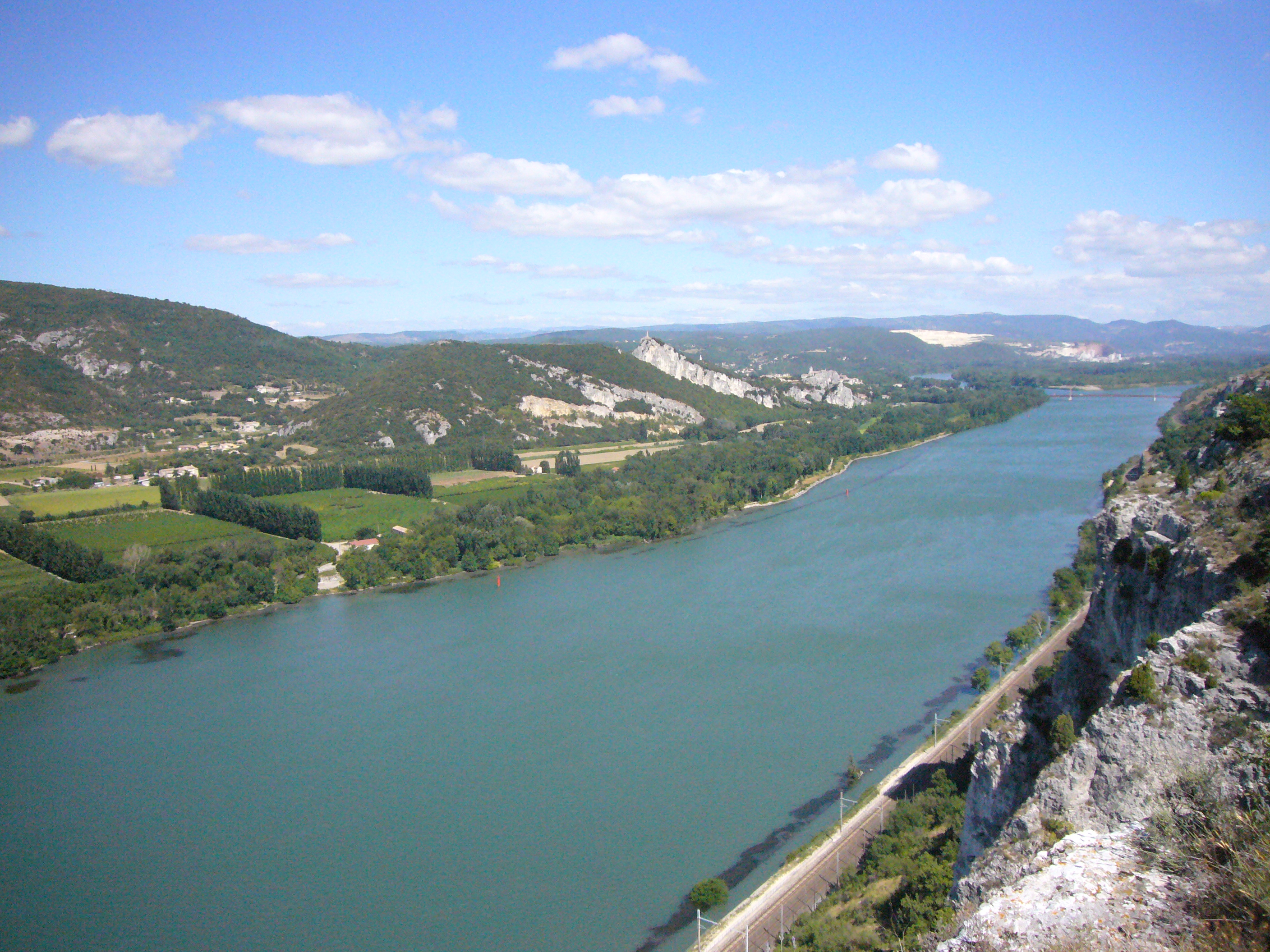
Le Rhône entre Viviers et Donzère (défilé de Donzère)

Le territoire de Viviers se situe en amont d'un rétrécissement du Rhône dénommé « défilé de Donzère ». Ce rétrécissement est facilement observable au niveau du pont du Robinet qui sépare les communes de Viviers et de Donzère, cette dernière étant située dans la Drôme.

### Hydrographie
Viviers est située sur la rive droite du Rhône, en amont de sa séparation avec le canal de Donzère-Mondragon.
Le territoire communal est traversé par l'Escoutay, un affluent du Rhône, lequel prend sa source au pied du plateau du Coiron. La commune compte de nombreux ruisseaux dont notamment le ruisseau du Mas, le ruisseau de Valpeyrouse et le ruisseau de Bayne.

### Climat
Pour des articles plus généraux, voir Climat d'Auvergne-Rhône-Alpes et Climat de l'Ardèche.
En 2010, le climat de la commune est de type climat méditerranéen franc, selon une étude du CNRS s'appuyant sur une série de données couvrant la période 1971-2000. En 2020, Météo-France publie une typologie des climats de la France métropolitaine dans laquelle la commune est exposée à un climat méditerranéen et est dans la région climatique  Provence, Languedoc-Roussillon, caractérisée par une pluviométrie faible en été, un très bon ensoleillement (2 600 h/an), un été chaud (21,5 °C), un air très sec en été, sec en toutes saisons, des vents forts (fréquence de 40 à 50 % de vents > 5 m/s) et peu de brouillards. 
Pour la période 1971-2000, la température annuelle moyenne est de 13,4 °C, avec une amplitude thermique annuelle de 18,1 °C. Le cumul annuel moyen de précipitations est de 932 mm, avec 6,7 jours de précipitations en janvier et 3,7 jours en juillet. Pour la période 1991-2020, la température moyenne annuelle observée sur la station météorologique de Météo-France la plus proche, sur la commune de Donzère à 3 km à vol d'oiseau, est de 14,5 °C et le cumul annuel moyen de précipitations est de 826,1 mm,. Pour l'avenir, les paramètres climatiques de la commune estimés pour 2050 selon différents scénarios d'émission de gaz à effet de serre sont consultables sur un site dédié publié par Météo-France en novembre 2022.
| Mois                                  | jan.          | fév.          | mars            | avril           | mai           | juin          | jui.           | août           | sep.           | oct.          | nov.          | déc.          | année     |
| ------------------------------------- | ------------- | ------------- | --------------- | --------------- | ------------- | ------------- | -------------- | -------------- | -------------- | ------------- | ------------- | ------------- | --------- |
| Température minimale moyenne (°C)     | 2,4           | 2,5           | 5               | 7,4             | 11,1          | 15            | 17,4           | 17,1           | 13,8           | 10,6          | 6,2           | 3,1           | 9,3       |
| Température moyenne (°C)              | 6             | 6,9           | 10,4            | 13,3            | 17,3          | 21,6          | 24,2           | 23,8           | 19,5           | 15,2          | 9,8           | 6,5           | 14,5      |
| Température maximale moyenne (°C)     | 9,5           | 11,2          | 15,8            | 19,1            | 23,5          | 28,2          | 30,9           | 30,5           | 25,2           | 19,8          | 13,5          | 9,8           | 19,8      |
| Record de froid (°C) date du record   | −9 02.01.02   | −8,2 05.02.12 | −7,4 03.03.05   | −1,2 14.04.1998 | 2,4 08.05.04  | 7,3 10.06.06  | 8,1 12.07.1993 | 8,8 31.08.1998 | 4,8 14.09.1998 | 0,5 29.10.10  | −5,5 28.11.05 | −7,9 21.12.09 | −9 2002   |
| Record de chaleur (°C) date du record | 20,7 10.01.15 | 23,4 24.02.20 | 27,5 18.03.1997 | 30,5 24.04.07   | 34,8 30.05.01 | 41,4 27.06.19 | 40,4 22.07.19  | 41,8 23.08.23  | 36,2 04.09.23  | 31,5 09.10.23 | 24,3 01.11.22 | 19,9 24.12.22 | 41,8 2023 |
| Précipitations (mm)                   | 67,8          | 40,4          | 43              | 65,8            | 74,2          | 52,9          | 41,8           | 56             | 101,5          | 113,1         | 115           | 54,6          | 826,1     |

### Voies de communication et transports

#### Axes ferroviaires
La ligne ferroviaire Givors-Grezan, dite de la rive droite du Rhône, traverse la ville et sa gare mais cette dernière n'assure plus le trafic de voyageurs, seuls les convois de marchandises circulent sur cette rive. Le trafic ferroviaire des voyageurs se reporte donc de l'autre côté du fleuve, à la gare de Montélimar mais il est parfois dévié sur la rive droite, avec un arrêt en gare du Teil, située à une dizaine de kilomètres au nord de Viviers.

#### Axes routiers
La commune est traversée dans l'axe nord-sud par la route départementale 86 (RD86), anciennement route nationale 86, qui permet de relier Lyon à Nîmes par Beaucaire, en longeant la rive droite du Rhône.
À la sortie nord de la commune, la route départementale 107 (RD107) permet de rejoindre la route nationale 102 en direction d'Aubenas.
Depuis Viviers, l'avenue Pierre-Mendès-France (RD86i) permet de traverser le Rhône pour rejoindre le département voisin de la Drôme (RD73), en direction de Châteauneuf-du-Rhône avant de rejoindre Montélimar par jonction avec la route nationale 7 (RN7).

#### Transports publics
La ligne de bus N°19 (Kéolis Drôme-Ardèche) permet de relier le centre-ville de Viviers à la commune du Teil et la gare de Montélimar. Des correspondances vers d'autres ligne de bus, notamment vers Aubenas et Privas sont possibles.

## Urbanisme

### Typologie
Au 1er janvier 2024, Viviers est catégorisée bourg rural, selon la nouvelle grille communale de densité à 7 niveaux définie par l'Insee en 2022.
Elle appartient à l'unité urbaine de Viviers, une unité urbaine monocommunale constituant une ville isolée,. Par ailleurs la commune fait partie de l'aire d'attraction de Montélimar, dont elle est une commune de la couronne,. Cette aire, qui regroupe 45 communes, est catégorisée dans les aires de 50 000 à moins de 200 000 habitants,.

### Occupation des sols
L'occupation des sols de la commune, telle qu'elle ressort de la base de données européenne d’occupation biophysique des sols Corine Land Cover (CLC), est marquée par l'importance des forêts et milieux semi-naturels (50,8 % en 2018), en diminution par rapport à 1990 (51,7 %). La répartition détaillée en 2018 est la suivante : 
forêts (50 %), zones agricoles hétérogènes (32,7 %), zones urbanisées (6,1 %), eaux continentales (4,4 %), cultures permanentes (2,7 %), mines, décharges et chantiers (1,8 %), zones industrielles ou commerciales et réseaux de communication (0,9 %), prairies (0,8 %), espaces ouverts, sans ou avec peu de végétation (0,8 %).
L'évolution de l’occupation des sols de la commune et de ses infrastructures peut être observée sur les différentes représentations cartographiques du territoire : la carte de Cassini (XVIIIe siècle), la carte d'état-major (1820-1866) et les cartes ou photos aériennes de l'IGN pour la période actuelle (1950 à aujourd'hui).

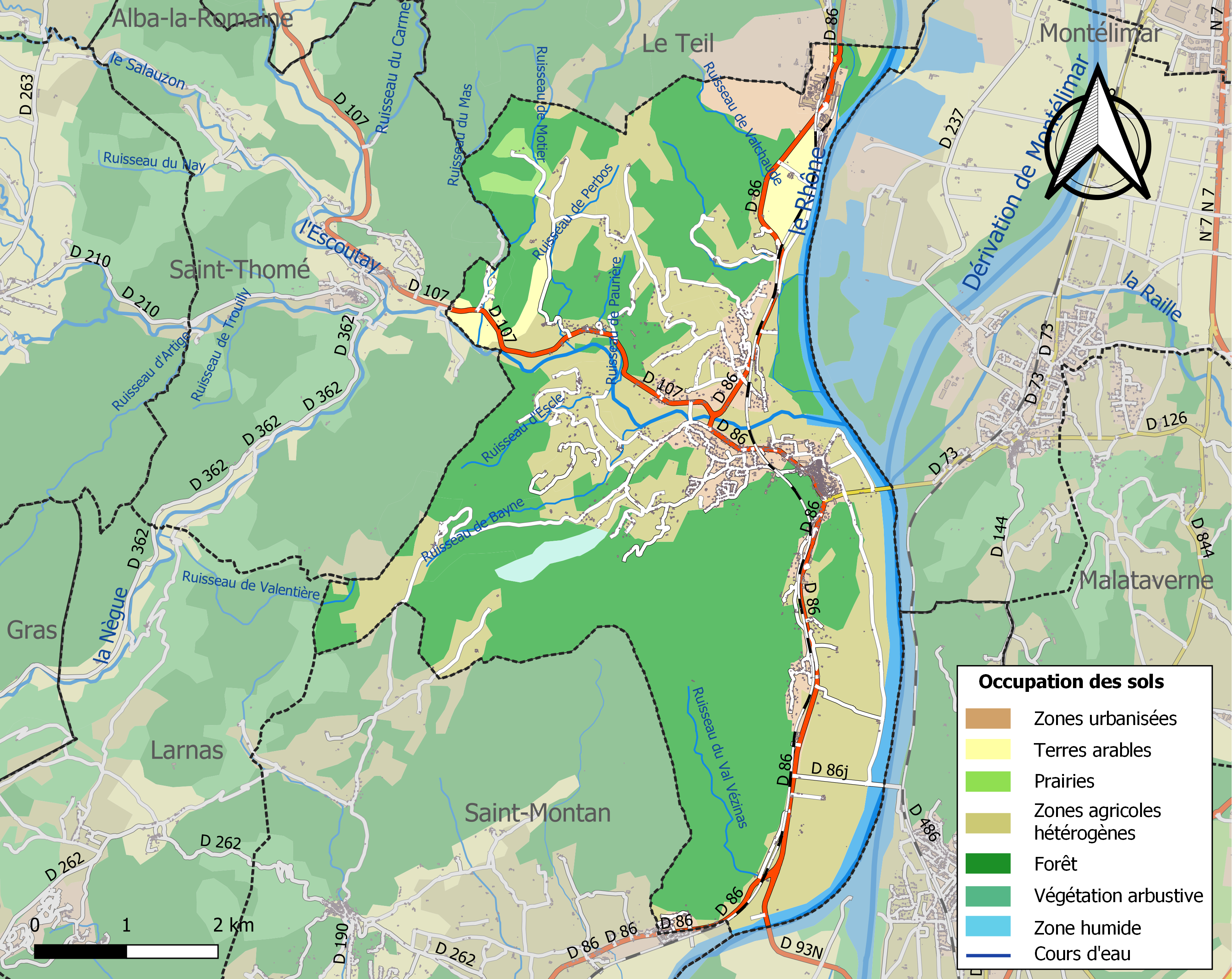
Carte des infrastructures et de l'occupation des sols de la commune en 2018 (CLC).

### Lieux-dits, hameaux et écarts
Voici, ci-dessous, la liste la plus complète possible des divers hameaux, quartiers et lieux-dits résidentiels urbains comme ruraux, ainsi que les écarts qui composent le territoire de la commune de Viviers, présentés selon les références toponymiques fournies par le site géoportail de l'Institut géographique national.
- Château Lafarge
- Château Verchaüs
- le Chade
- Baynette
- la Grange Roux
- Rocherenard
- Chabert
- Jarcette
- Jargnas
- le Mas
- Paurière
- le Colombier
- Hautes Rives
- Pinette
- le Pal de Fer
- Basse Paurière
- Pommeyras
- Couijanet
- Saint-Alban
- les Hellis
- Eymieux
- Beauregard
- la Lauze
- le Moulin Nègre
- Roche Condrie
- Roumanas
- la Vignasse
- Cité de la Victoire
- la Moutte
- Longeavous
- Pra Coulet
- Pramoulet
- Val Fleury
- les Prés des Mouillères
- les Pignes
- Saint-Martin
- les Sautelles
- la Madeleine
- les Acacias
- la Joannade
- Belieure
- l'île des Perriers
- l'Île Saint-Nicolas
- Escle
- Sarrazin
- les Bretons
- Saint Ostian
- les Genêts
- Olivet
- Couspier
- Fontbonne
- Romarin
- Valmont
- Bellefontaine
- le Chastelaz
- Saint Robert
- Lourse / la Cité du Barrage

La Cité du barrage, située à l'extrême sud du territoire de Viviers, créée par la compagnie nationale du Rhône (CNR) a été construite en partie sur la commune de Viviers et sur la commune voisine de Saint-Montan. Bâtie de façon à ne rester que provisoire, elle devait être rasée à l’issue des travaux de construction du barrage de Donzère-Mondragon, mais elle a cependant accueilli une compagnie de CRS vers 1955, puis, vers 1969, la CNR céda l’ensemble des lots à des propriétaires privés.

### Risques naturels

#### Risques sismiques
L'ensemble du territoire de la commune de Viviers est situé en zone de sismicité no 3 (sur une échelle de 1 à 5), comme la plupart des communes situées à proximité de la vallée du Rhône, mais en limite orientale de la zone no 2 qui correspond au plateau ardéchois.
| Type de zone | Niveau            | Définitions (bâtiment à risque normal) |
| ------------ | ----------------- | -------------------------------------- |
| Zone 3       | Sismicité modérée | accélération = 1,1 m/s2                |

## Toponymie
Attestée sous la forme gynaecei Vivarensis en 400, un gynécée est, à l’époque, un atelier où travaillent des femmes.
Du latin vivarium (« vivier, garenne, parc où l’on nourrit les animaux »). Il s’agissait là de pièces d’eau aménagées sur la rive droite du Rhône où l’on nourrissait et conservait le poisson et dont il reste quelques vestiges.

## Histoire

### Préhistoire et Antiquité
Les fouilles faites par Yves Esquieu ont permis de découvrir les restes d'une place et de base de colonne d'une villa romaine. Les Romains avaient établi à Viviers le centre d'approvisionnement (« vivarium ») de la cité d'Alba accessible par le pont romain de Viviers sur la voie d'Antonin.

### Moyen Âge

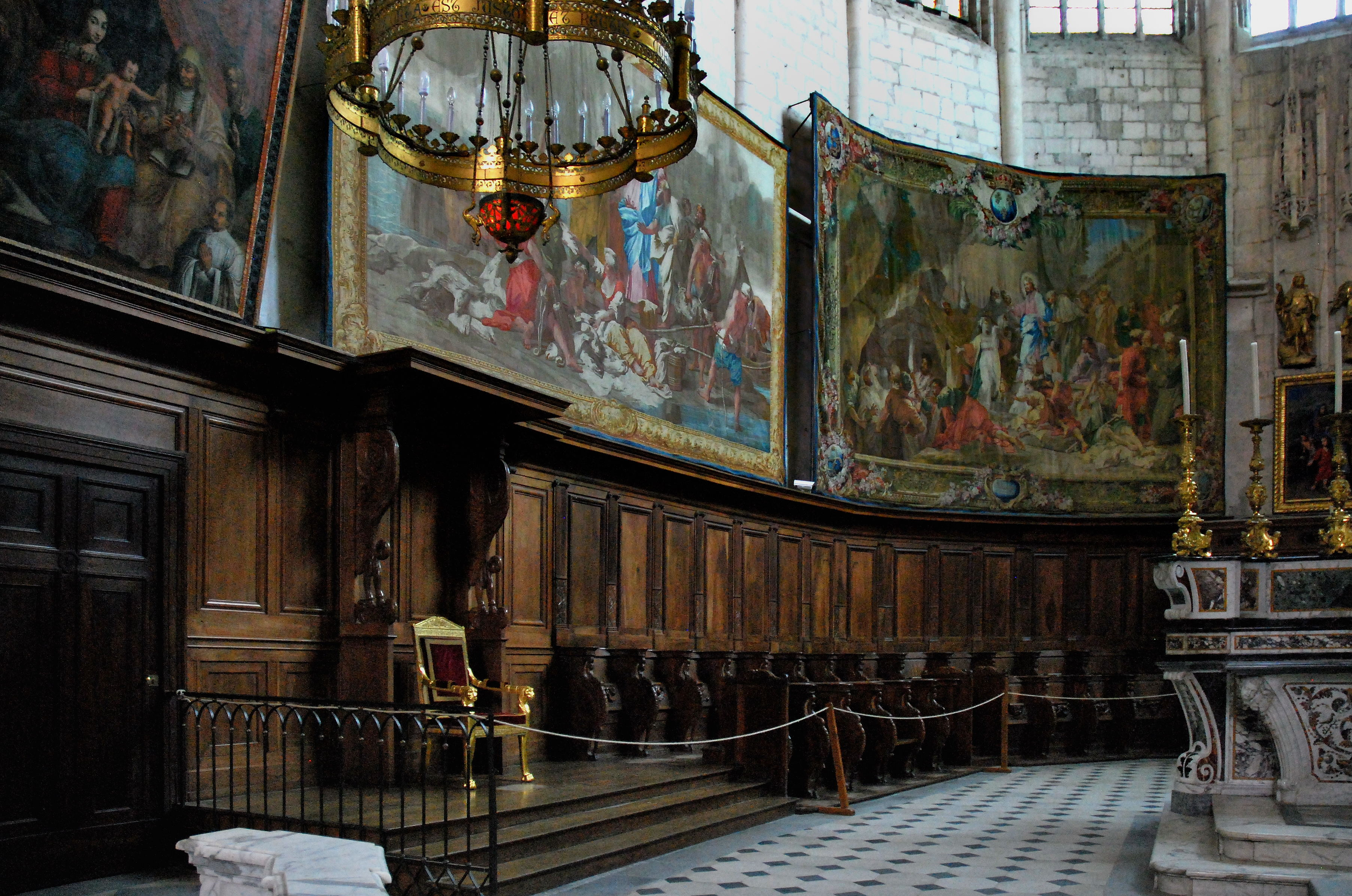
Cathèdre de l'évêque.

Entre le IIIe et le  Ve siècle les évêques quittent Alba et s'installent à Viviers, qui devient la nouvelle capitale de l'Helvie puis du Vivarais, pour se protéger des agressions des envahisseurs barbares. Les Burgondes conquièrent le Vivarais vers 476 et sa capitale vers 507. Le royaume Burgonde est conquis par les Francs en 534 et le Vivarais est intégré au royaume franc de Bourgogne.
Plusieurs cathédrales sont successivement construites sur le même site. La première est édifiée sur le rocher de Châteauvieux.
Résidence des évêques depuis le Ve siècle, le bourg, fortifié, devint alors une puissante cité épiscopale aux privilèges confirmés par Lothaire et Charles le Chauve au IXe siècle. Viviers et le Vivarais passe alors au royaume de Provence puis devint partie intégrante au royaume d'Arles (933-1032), la ville fait partie du Saint-Empire romain germanique de 1032 jusqu'en 1307. Le passage du Saint Empire au royaume de France de Viviers et du Vivarais fut dans l'ensemble progressif (1305-1308). En 1305 est conclu un premier accord finalement rendu caduc par la clause prévoyant l'approbation du pape au rattachement. Ce qui suscita des réserves et la suspension de l'accord. En 1308 l'accord est l'objet de dernières adjonctions contractuelles. Mais l'on retient généralement l'année 1307 qui correspond à l'accord de 1305 revu et approuvé par les deux parties qui entérine l'essentiel des liens vassaliques. Le sud du pays, avec Viviers, reconnut alors la suzeraineté du roi de France et les évêques prirent, au XVe siècle, le titre de comtes de Viviers, princes de Donzère et de Châteauneuf-du-Rhône.
Viviers connaît alors une expansion considérable lui permettant de consolider ses fortifications et se protéger des attaques de la guerre de Cent Ans.

### Époque moderne

#### Renaissance, François Ier à Viviers
Investi évêque dès l'année 1516, Claude de Tournon, aumônier de la reine Anne de Bretagne permet à la ville de connaitre une nouvelle prospérité. Rénovée, embellie et décorée, la ville reçoit la visite de François Ier en avril 1533. C'est également cet évêque qui prend la décision d'achever les fortifications de Donzère, située de l'autre côté du Rhône.

#### Viviers dévastée par les protestants
C'est à la même époque que Noël Albert, un riche marchand de Viviers enrichi par le commerce du sel et le détournement des impôts, fait orner sa maison d'une magnifique façade « à l'antique » qui en fera la « Maison des Chevaliers ». 
Ce même Noël Albert, converti au protestantisme pour échapper à la justice royale, devient, lors des guerres de religion, chef militaire du camp huguenot, s'empare une première fois de sa ville natale de Viviers, pillant et détruisant une partie du riche quartier de la cathédrale délaissé par l'évêque et les ecclésiastiques, pour des résidences plus confortables comme à Donzère et au palais de Bourg-Saint-Andéol puis une seconde fois, en 1567, en saccageant la cathédrale elle-même.

#### Le retour des évêques à Viviers au XVIIIe siècle
Les évêques ne reviendront à Viviers qu'au XVIIIe siècle pour s'installer dans le palais épiscopal construit par l'architecte Jean-Baptiste Franque. D'autres hôtels particuliers sont alors construits ou embellis comme l'hôtel de Roqueplane, l'hôtel de Tourville, l'hôtel de Beaulieu mais aussi l'église Notre-Dame-du-Rhône, le séminaire et les faubourgs.

### Époque contemporaine
Lors de la Révolution Française, Viviers ne fut pas pillée et détruite par les troupes révolutionnaires, son évêque Charles de La Font de Savine, ayant juré fidélité à la Révolution.
En 1858 Joseph Hippolyte Guibert fait l'acquisition de trois tapisseries des Gobelins et obtient de Napoléon III le don de trois autres. Le XIXe siècle correspond à une période d'innovation industrielle, avec notamment la création de l'usine de chaux et de ciments (Ets Lafarge).

## Politique et administration

### Liste des maires
| Période                                  | Période                      | Identité                | Étiquette           | Qualité                       |
| ---------------------------------------- | ---------------------------- | ----------------------- | ------------------- | ----------------------------- |
| Les données manquantes sont à compléter. |                              |                         |                     |                               |
|                                          | mai 1892                     | Hubert Roux             |                     |                               |
| mai 1892                                 | 1er juin 1897 (décès)        | René Vernet             |                     | Notaire                       |
| juillet 1897                             | novembre 1897 (démission)    | François Bonhomme       |                     |                               |
| novembre 1897                            | 12 mai 1935                  | Joseph Pavin de Lafarge | URD                 | Industriel Conseiller général |
| 12 mai 1935                              | 1943                         | Jean de Waubert         | URD                 | Directeur de société          |
| 1943                                     | 18 mai 1945                  | Roger Rieu              | SE                  |                               |
| 18 mai 1945                              | octobre 1947                 | Prosper Allignol        | PCF                 | Retraité                      |
| octobre 1947                             | 21 mars 1959                 | Raymond Greffe          | SE                  | Industriel                    |
| 21 mars 1959                             | 26 mars 1977                 | Jean Joffre             | MRP puis CD         | Médecin                       |
| 26 mars 1977                             | 25 juin 1995                 | Christian Lavis         | PS puis UDF         | Maraîcher Conseiller général  |
| 25 juin 1995                             | 24 mars 2001                 | André Allignol          | PS                  | Retraité                      |
| 24 mars 2001                             | 4 avril 2014                 | François Louvet         | Les Verts puis EÉLV | Médecin Conseiller régional   |
| 4 avril 2014                             | 4 juillet 2020               | Christian Lavis         | UDI                 | Commerçant                    |
| 4 juillet 2020                           | En cours (au 4 juillet 2020) | Martine Mattei          | SE                  | Cadre Ressources Humaines     |

## Population et société

### Démographie
L'évolution du nombre d'habitants est connue à travers les recensements de la population effectués dans la commune depuis 1793. Pour les communes de moins de 10 000 habitants, une enquête de recensement portant sur toute la population est réalisée tous les cinq ans, les populations de référence des années intermédiaires étant quant à elles estimées par interpolation ou extrapolation. Pour la commune, le premier recensement exhaustif entrant dans le cadre du nouveau dispositif a été réalisé en 2005.

En 2022, la commune comptait 3 659 habitants, en évolution de −1,64 % par rapport à 2016 (Ardèche : +2,48 %, France hors Mayotte : +2,11 %).
| 1793  | 1800  | 1806  | 1821  | 1831  | 1836  | 1841  | 1846  | 1851  |
| ----- | ----- | ----- | ----- | ----- | ----- | ----- | ----- | ----- |
| 1 775 | 1 892 | 2 094 | 2 377 | 2 536 | 2 552 | 2 708 | 2 845 | 2 714 |

| 1856  | 1861  | 1866  | 1872  | 1876  | 1881  | 1886  | 1891  | 1896  |
| ----- | ----- | ----- | ----- | ----- | ----- | ----- | ----- | ----- |
| 2 728 | 2 706 | 2 806 | 2 937 | 3 270 | 3 217 | 3 368 | 3 468 | 3 414 |

| 1901  | 1906  | 1911  | 1921  | 1926  | 1931  | 1936  | 1946  | 1954  |
| ----- | ----- | ----- | ----- | ----- | ----- | ----- | ----- | ----- |
| 3 416 | 3 539 | 3 459 | 3 358 | 3 635 | 3 773 | 3 362 | 2 940 | 3 507 |

| 1962  | 1968  | 1975  | 1982  | 1990  | 1999  | 2005  | 2006  | 2010  |
| ----- | ----- | ----- | ----- | ----- | ----- | ----- | ----- | ----- |
| 3 442 | 3 389 | 3 194 | 3 282 | 3 407 | 3 413 | 3 768 | 3 841 | 3 861 |

| 2015  | 2020  | 2022  | - | - | - | - | - | - |
| ----- | ----- | ----- | - | - | - | - | - | - |
| 3 728 | 3 667 | 3 659 | - | - | - | - | - | - |

### Enseignement
La commune est rattachée à l'académie de Grenoble et compte plusieurs établissements scolaires, dont :
- l'école maternelle publique Lamarque
- l'école primaire publique de La Roubine
- les écoles maternelle et primaire privées mixtes Saint Régis et Notre Dame du Rhône

### Sports
Viviers est une ville sportive avec plusieurs équipements de loisirs : piscine municipale, un gymnase comportant des panneaux photovoltaïque, un port de plaisance, abritant des clubs d'aviron et de voile et des circuits de randonnées.

### Médias
Historiquement, le quotidien à grand tirage Le Dauphiné libéré consacre, chaque jour, y compris le dimanche, dans son édition Drôme-Ardèche-Nord, un ou plusieurs articles à l'actualité de la commune et de la communauté de communes, ainsi que des informations sur les éventuelles manifestations locales, les travaux routiers, et autres événements divers à caractère local.
La commune est située dans la zone de distribution de L'Hebdo de l'Ardèche. Il s'agit d'un journal hebdomadaire français basé à Valence et couvrant l'actualité de tout le département de l'Ardèche.
Ici Drôme Ardèche est une radio publique diffusée sur son territoire et sur la totalité du département.

### Cultes
La cathédrale Saint-Vincent de Viviers est le siège du diocèse épiscopal de l'Église catholique en France correspondant au territoire du département de l'Ardèche. La communauté catholique dépend de la paroisse Charles-de-Foucauld - Viviers / Le Teil dont le siège est également situé à Viviers.

## Culture locale et patrimoine

### Édifices civils

#### Pont romain

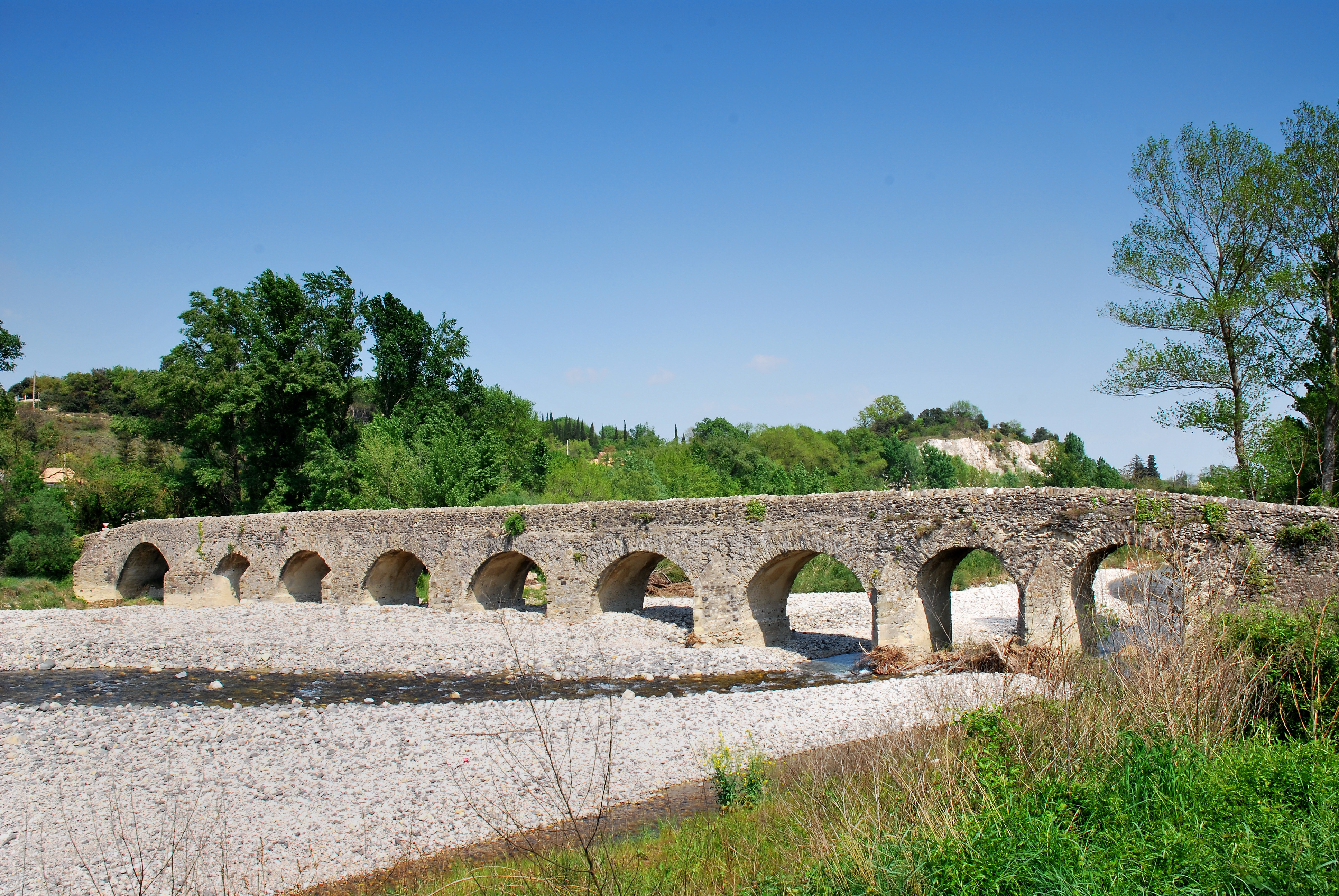
Le pont romain

Viviers à l'époque romaine : pont romain de 11 arches sur l'Escoutay  du IIe ou IIIe siècle.

#### Monuments médiévaux
Viviers au Moyen Âge : 
- remparts[35] ;
- ruelles ;
- donjon carolingien ;
- chapelle Saint-Ostian[36] ;
- maison de Lestrade (XIIe – XIIIe siècles), dans la ville basse, fortement remaniée aux XVIe et XVIIIe siècles. Elle a été la mairie de Viviers de 1767 à 1947.

#### Monuments de la Renaissance
- Maison Noël-Albert (dite maison des Chevaliers ou maison des Têtes)[37],[38]

Quelques photos de la Maison des Chevaliers
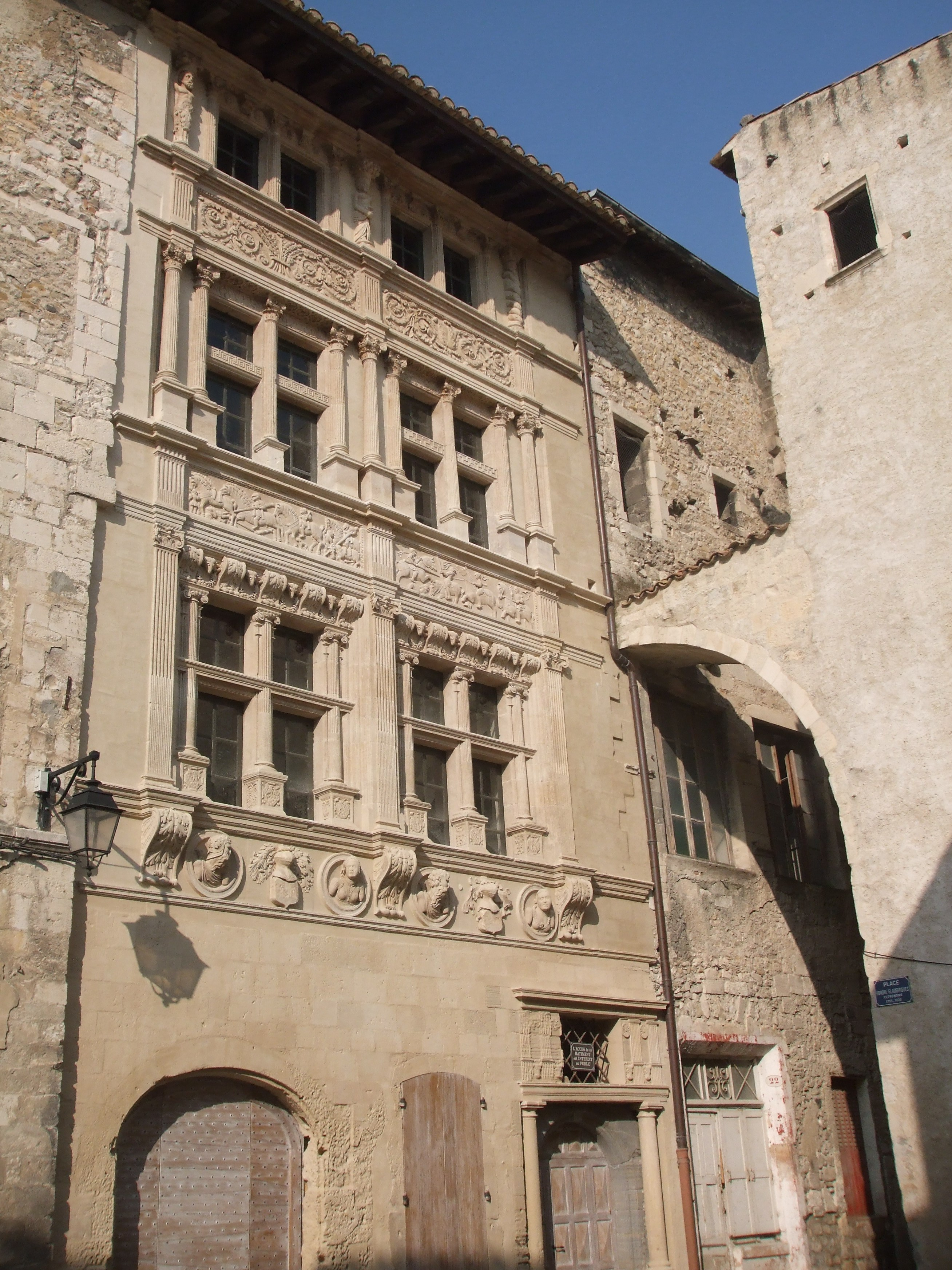
Maison des Chevaliers (vue générale)
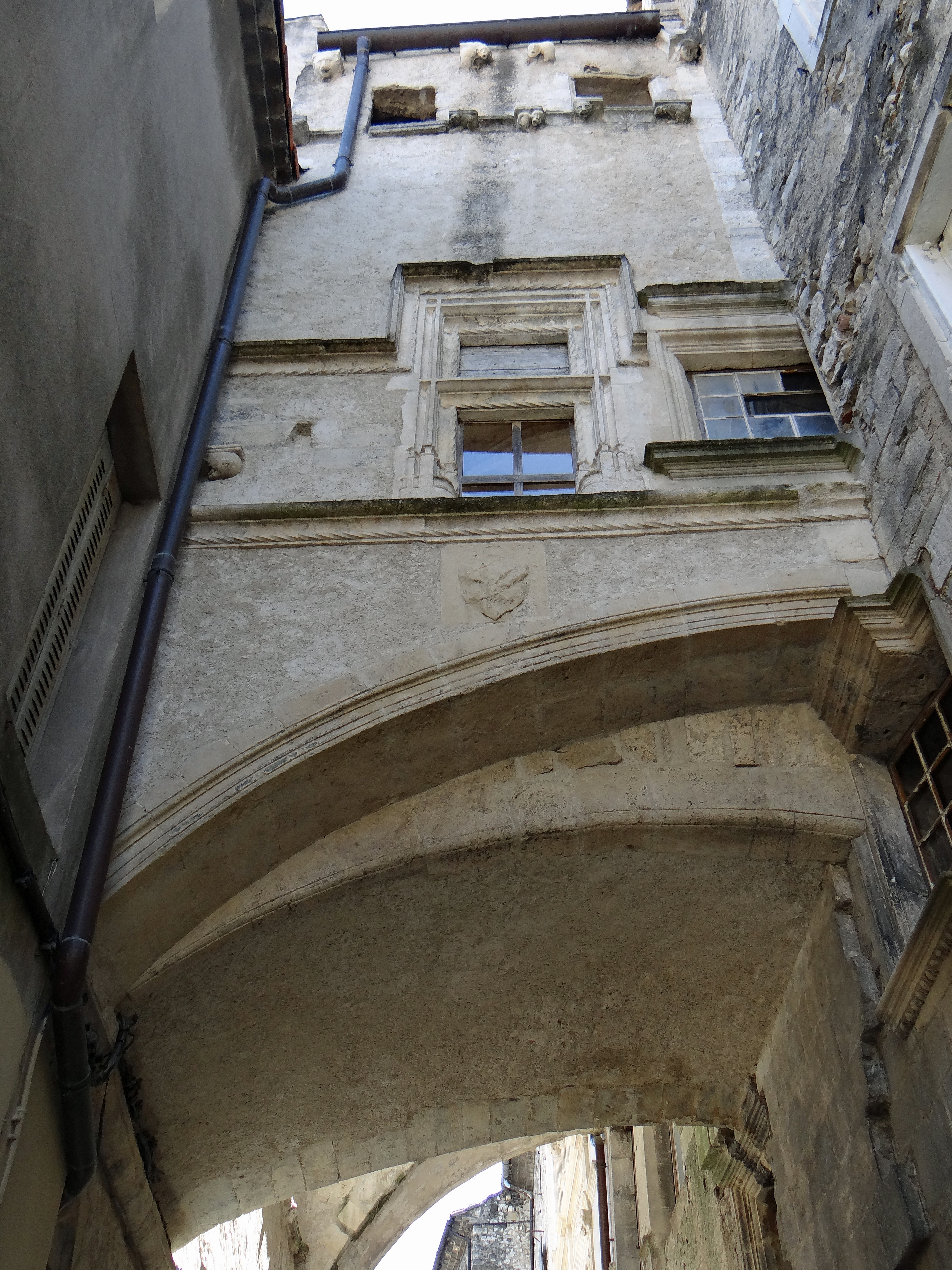
Maison des Chevaliers (arcade sur la rue)
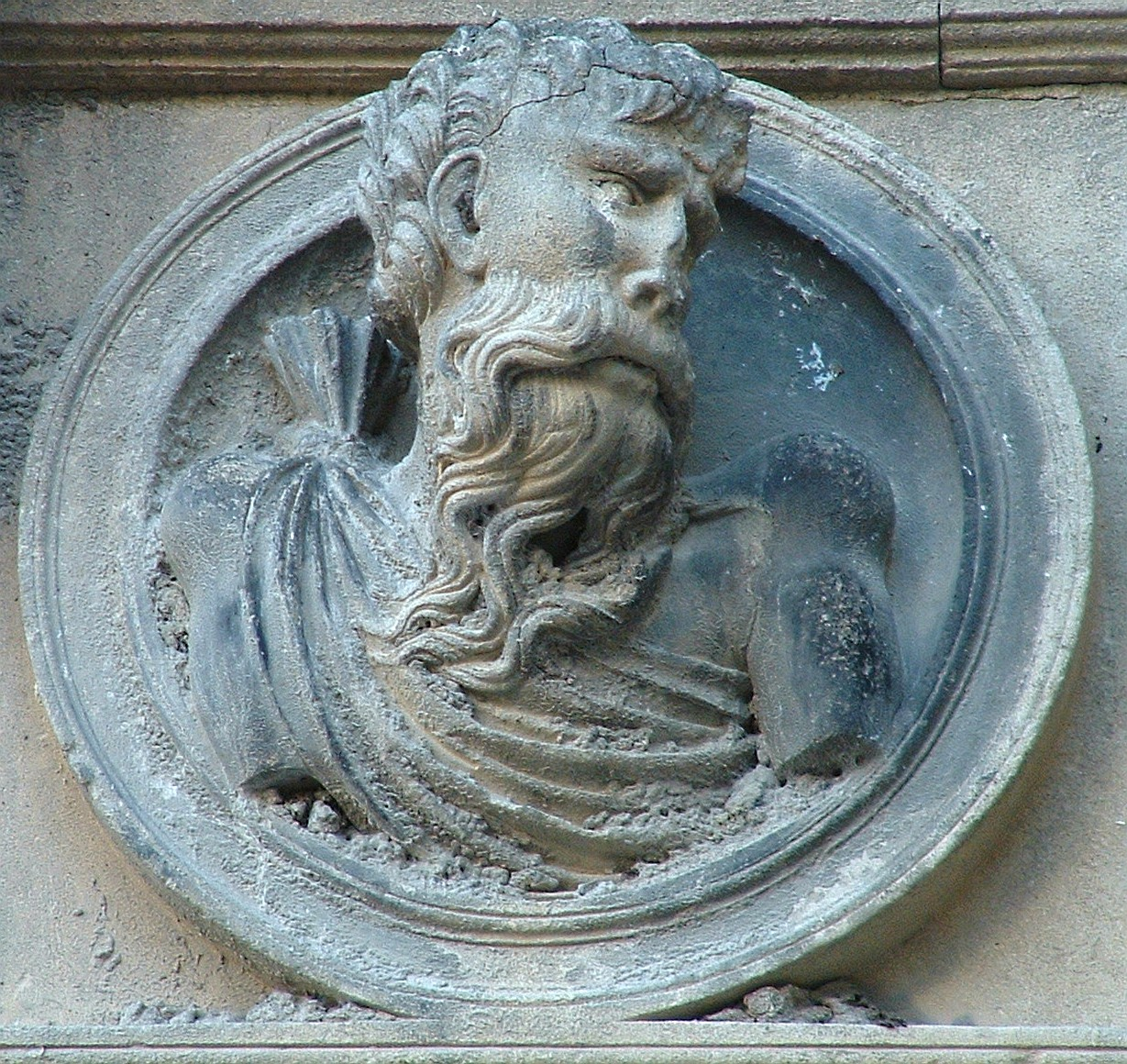
Maison des Chevaliers (détail)
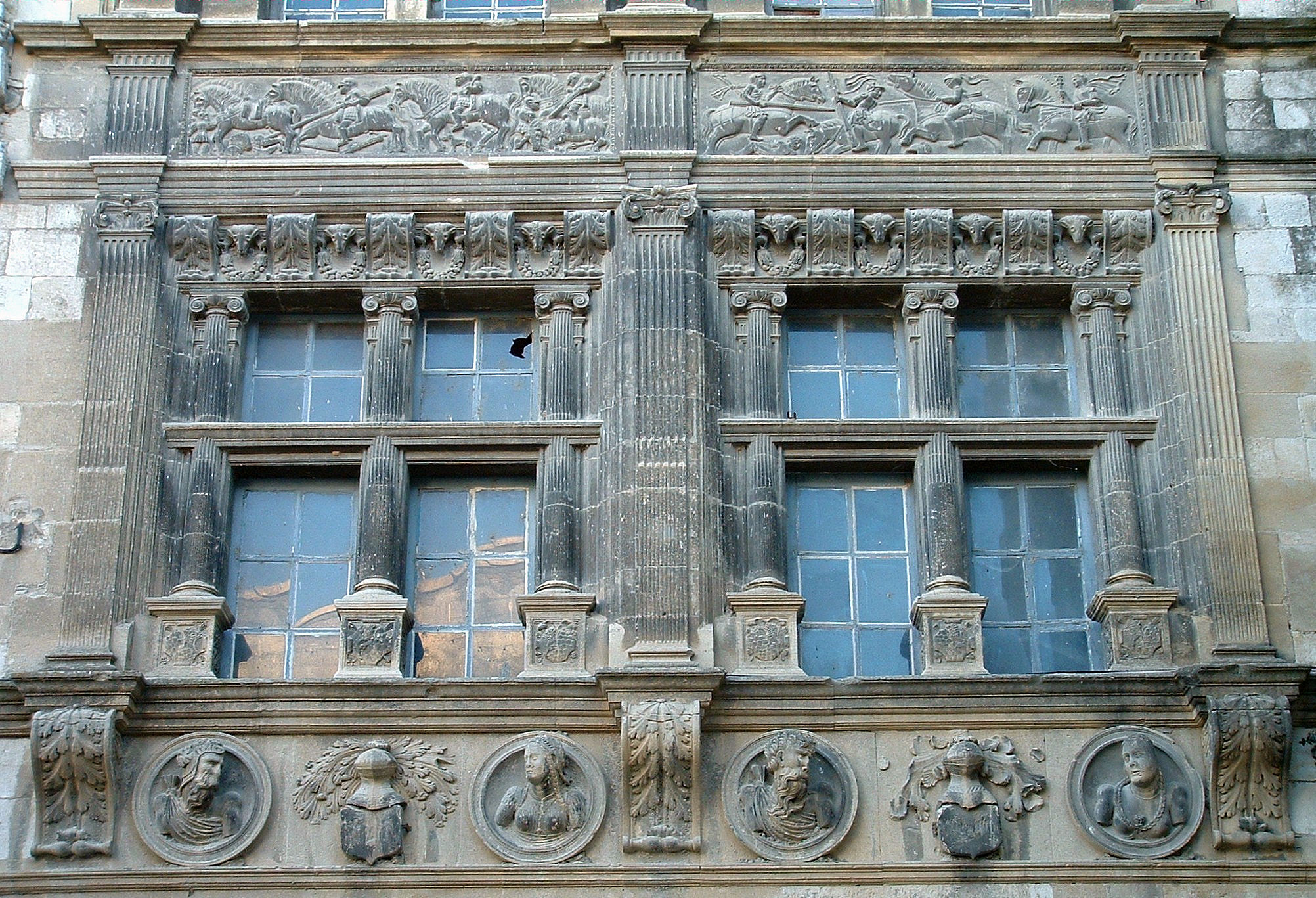
Maison des Chevaliers (détail)
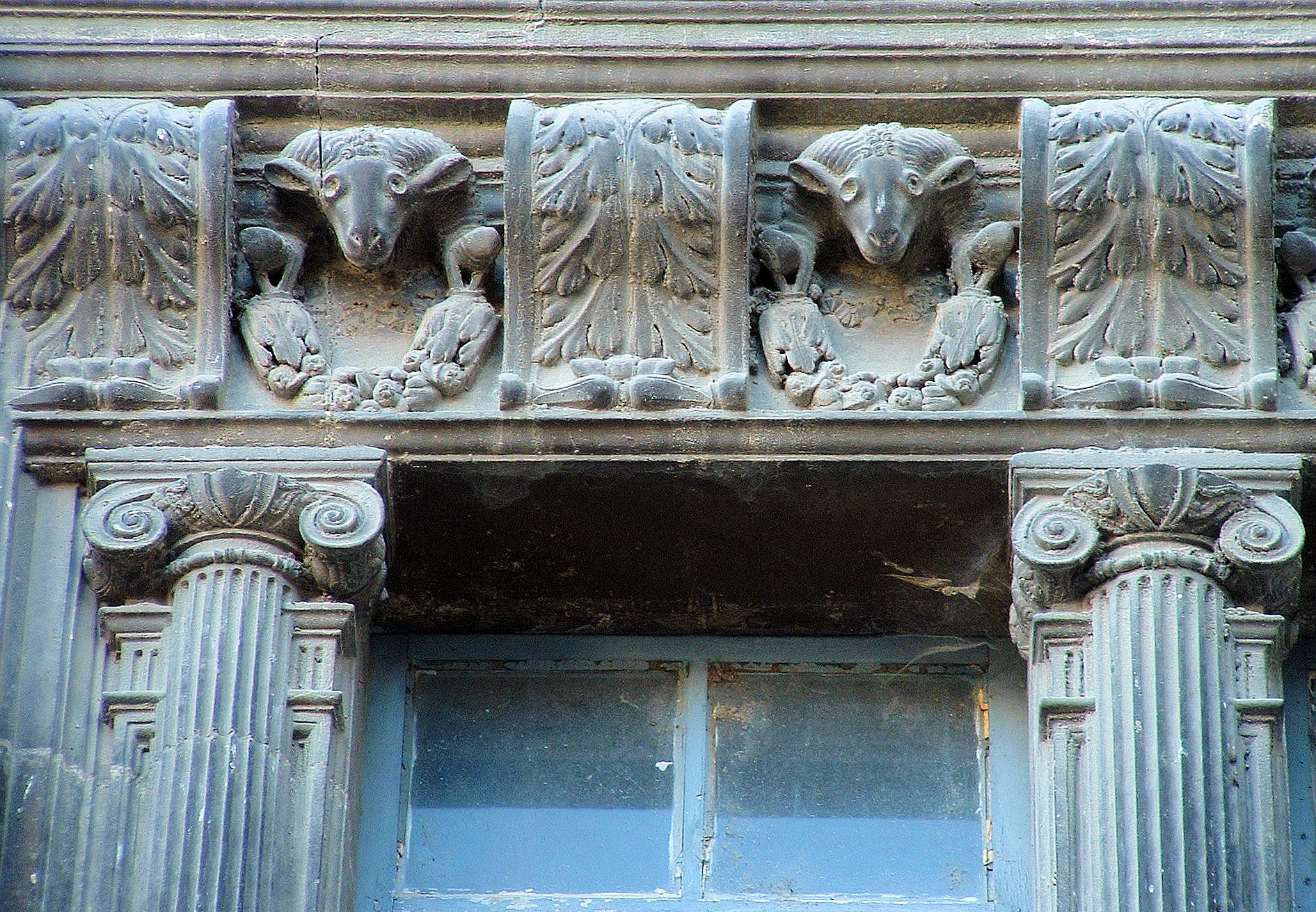
Maison des Chevaliers (détail)
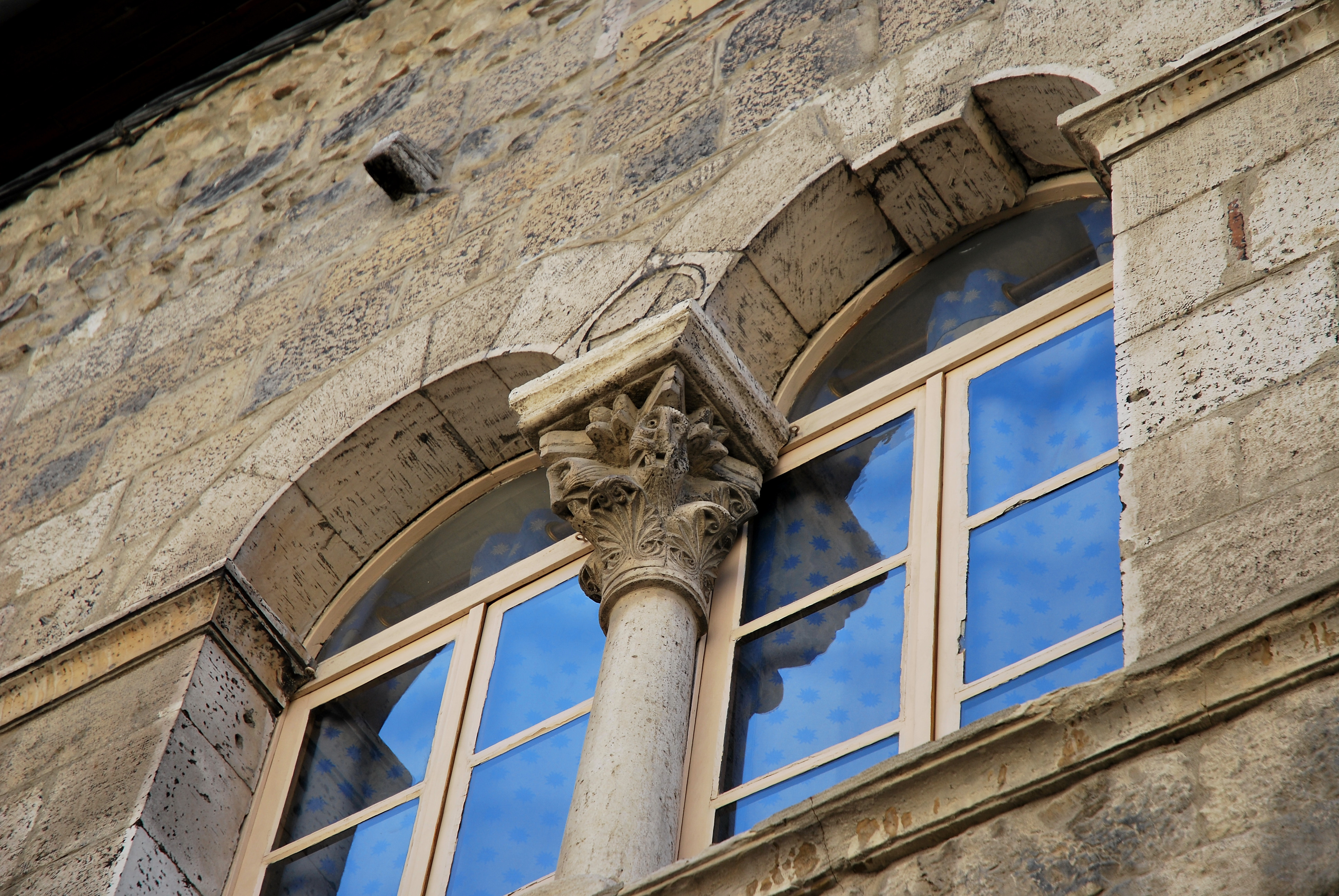
Détail de chapiteaux

#### Monuments duXVIIIesiècle
- ancien "Grand-séminaire", devenu "Maison diocésaine Charles de Foucauld" [39]. Riche bibliothèque [40].
- ancien Palais épiscopal : actuel hôtel de ville
- Hôtel de Roqueplane [41] : actuel évêché du diocèse de Viviers
- Hôtel de Tourville
- Hôtel de Mercoyrol de Beaulieu[42].Après avoir acheté plusieurs lots, Pierre de Roqueplane fait bâtir un hôtel à partir de 1734, correspondant à l’aile droite. Jean de Roqueplane et Pierre de Fontanes ayant hérité, chacun pour moitié de l'hôtel de Pierre de Roqueplane, Jean de Fontanes achète la part de Jean de Roqueplane. Pierre de Fontanes entreprend alors de faire continuer les travaux par l'entrepreneur François Lustrou dit Béziers, entre 1760 et 1765. Madame de Fontanes meurt en 1783 et ses filles héritent de l'hôtel. Ce partage de l'hôtel entre les deux familles, Drivet de la Dernade et Mercoyrol de Beaulieu, entraîne des travaux. À partir de 1860 l'hôtel appartient en totalité à la famille Mercoyrol de Beaulieu. La façade est percée de 24 fenêtres ornées d'écussons et de têtes sculptées comportant un élégant balconnet, ainsi qu'une porte cochère en noyer. On peut également admirer l'impressionnante escalier avec sa rampe en fer forgé.

Quelques photos de bâtiments de la ville de Viviers
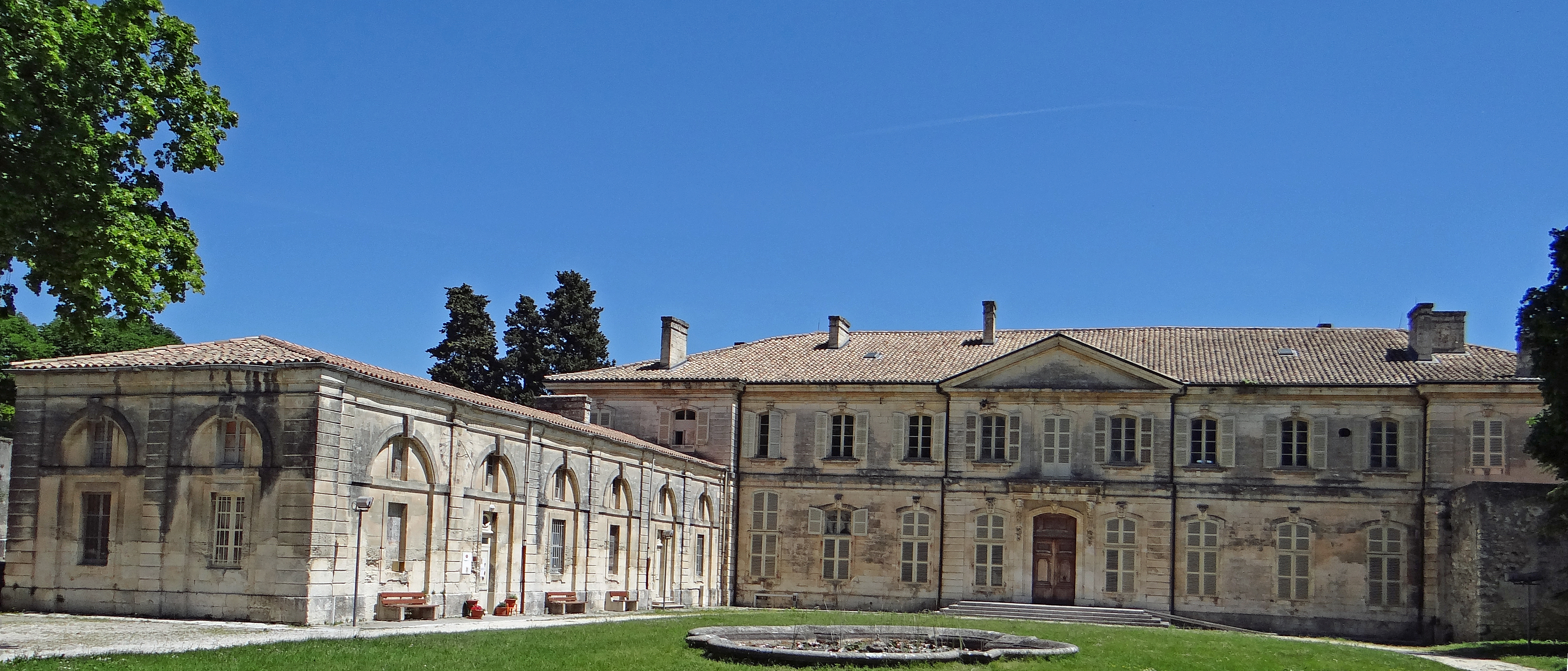
L'actuelle mairie de Viviers, ancien palais épiscopal construit par Jean-Baptiste Franque
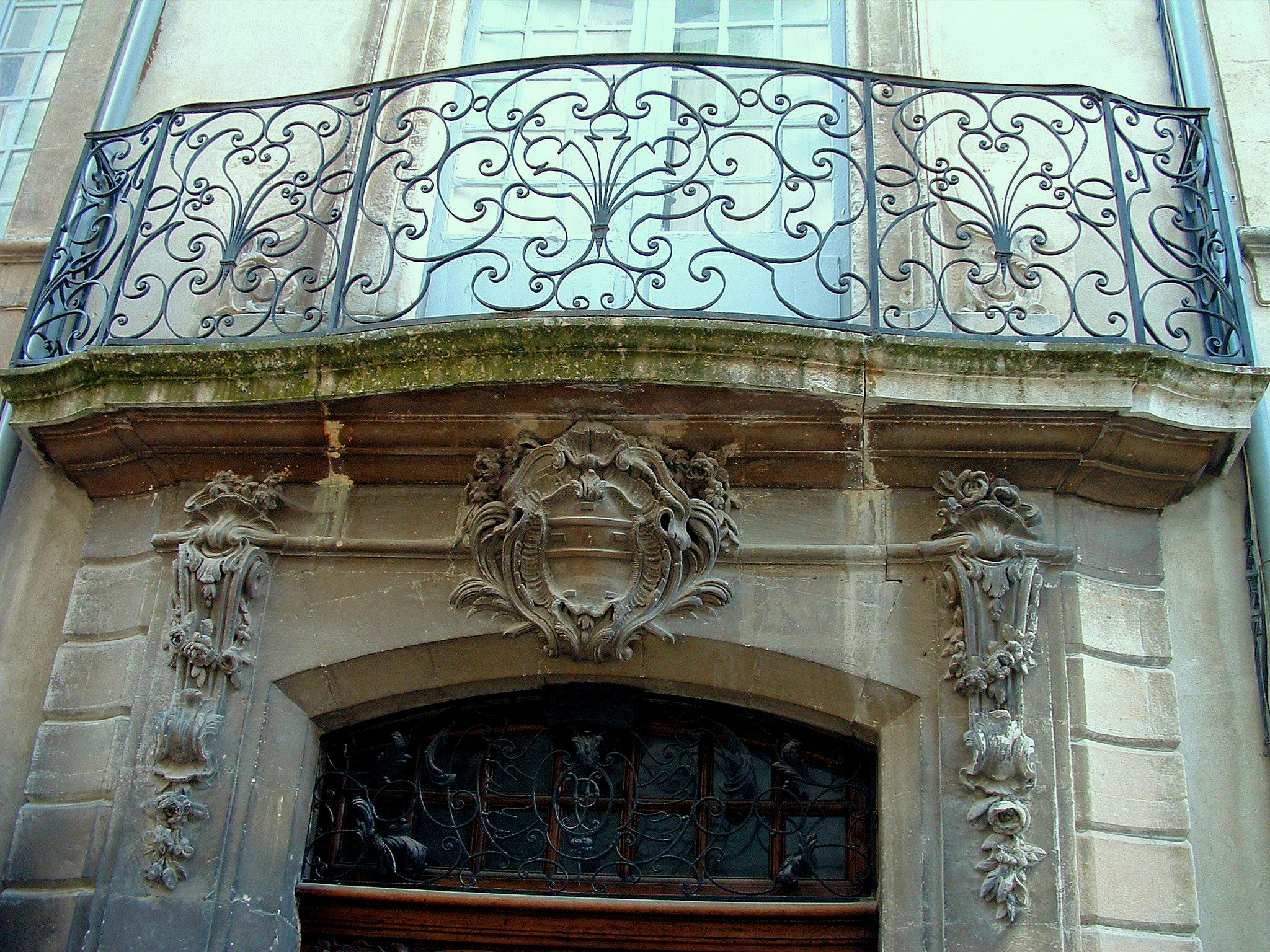
Hôtel de Beaulieu : balcon
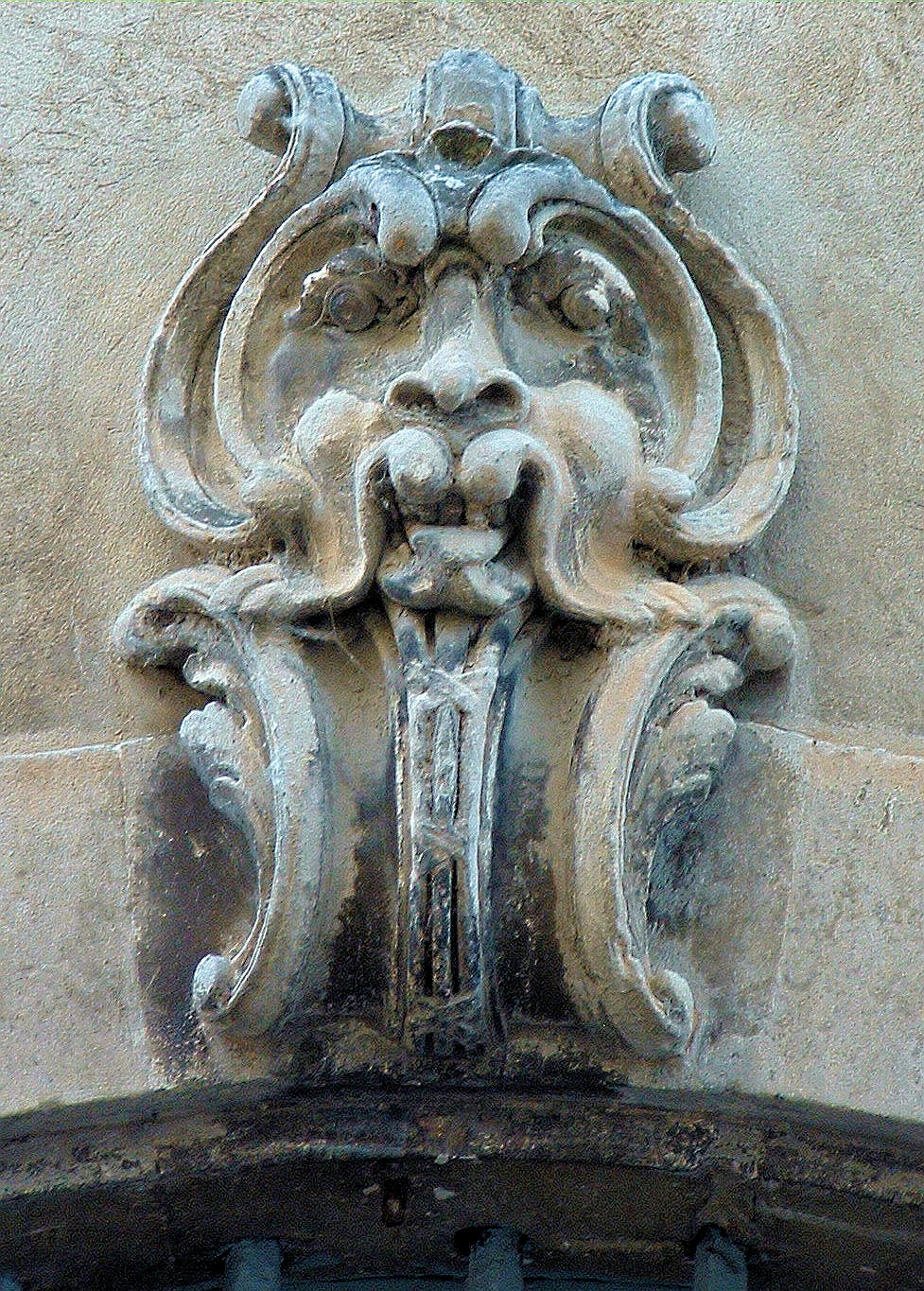
Hôtel de Beaulieu : décoration
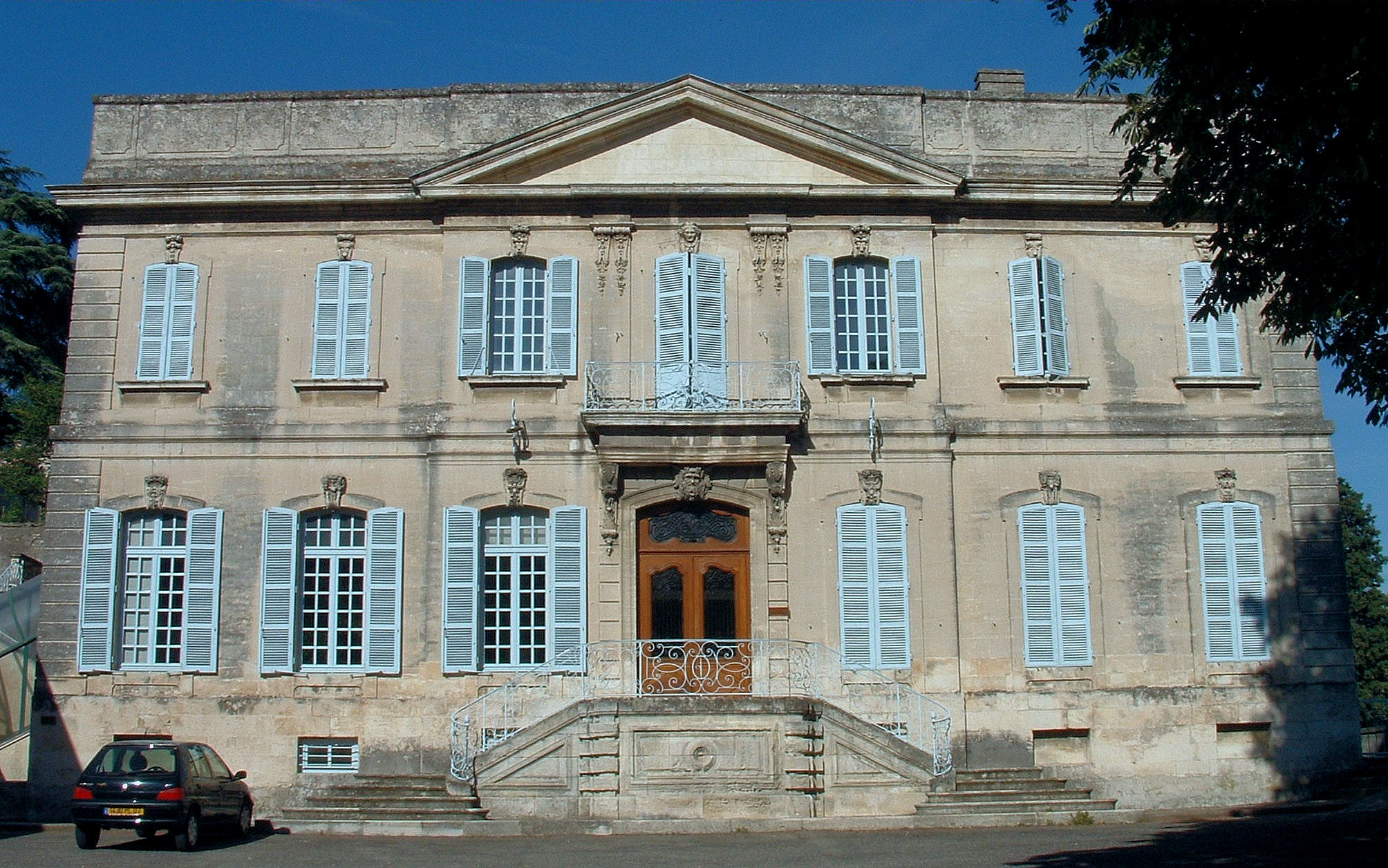
Hôtel de Roqueplane
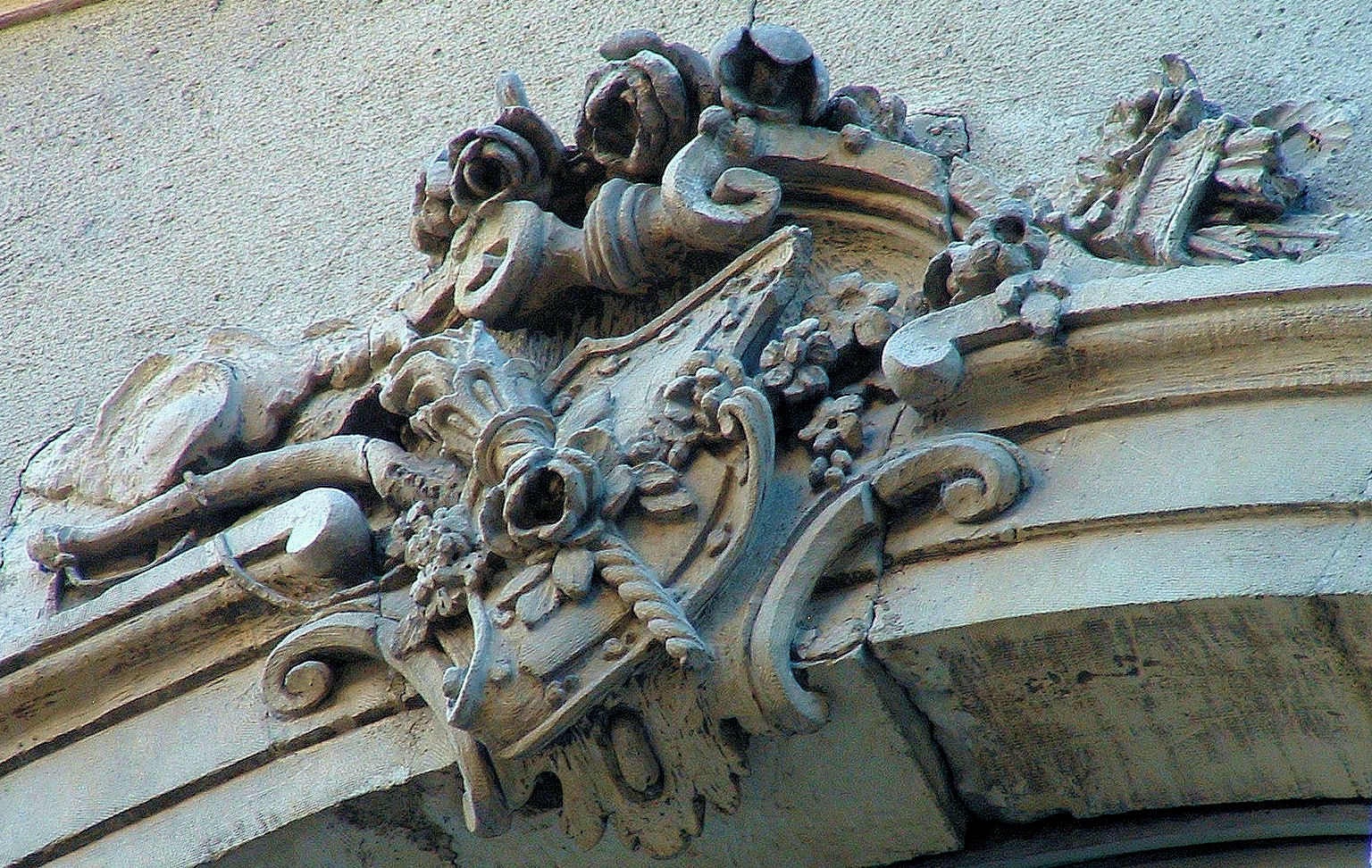
Hôtel de Tourville : décoration

#### Bâtiments industriels duXIXesiècle
- Viviers au XIXe siècle : cimenteries Lafarge[43], Cité Blanche (cité ouvrière de la cimenterie), usines Greffe-Lachave et tonnellerie Lecomte le long de la nationale (la première abrite toujours une activité artisanale, la seconde est transformée en parking)...[réf. nécessaire]

#### Constructions duXXesiècle

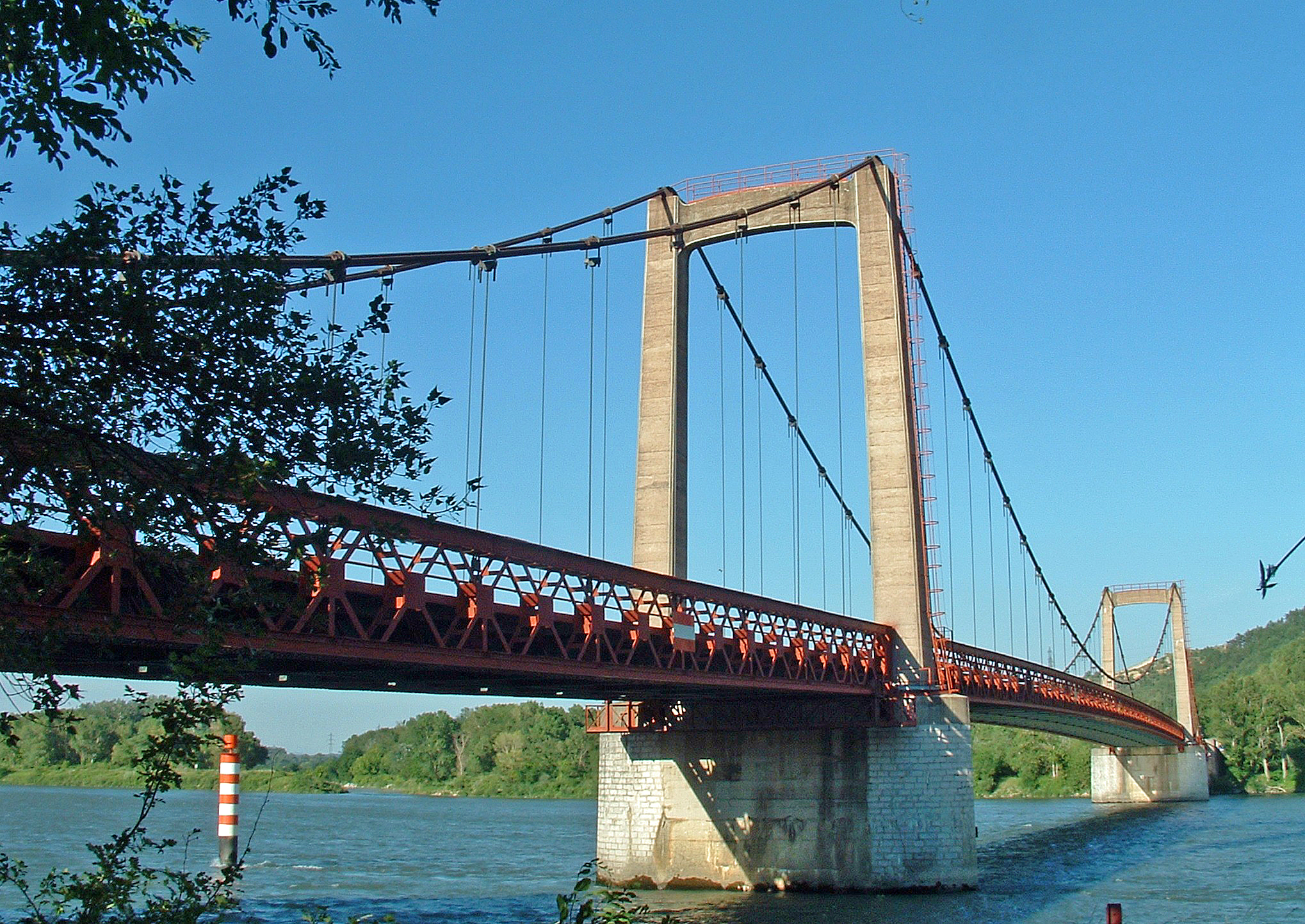
Pont suspendu de Viviers

- Pont suspendu de Viviers sur le Rhône : le pont suspendu sur le Rhône relie Viviers avec Châteauneuf-du-Rhône, construit au début des années 1950 pour remplacer un ancien pont suspendu édifié en 1845, détruit à la fin de la Seconde Guerre mondiale[44],[45]. L'ouvrage est construit par un groupement d'entreprises comprenant l'entreprise Boussiron, l'entreprise Truchetet-Tanzini, et la Compagnie Fives-Lille. Les travaux de démolition de l'ancien pont ont été entrepris en 1949. Les épreuves du pont ont été réalisées en 1954. Sa longueur totale est de 275 m avec une travée centrale de 165,10 m de portée[46].

### Édifices religieux

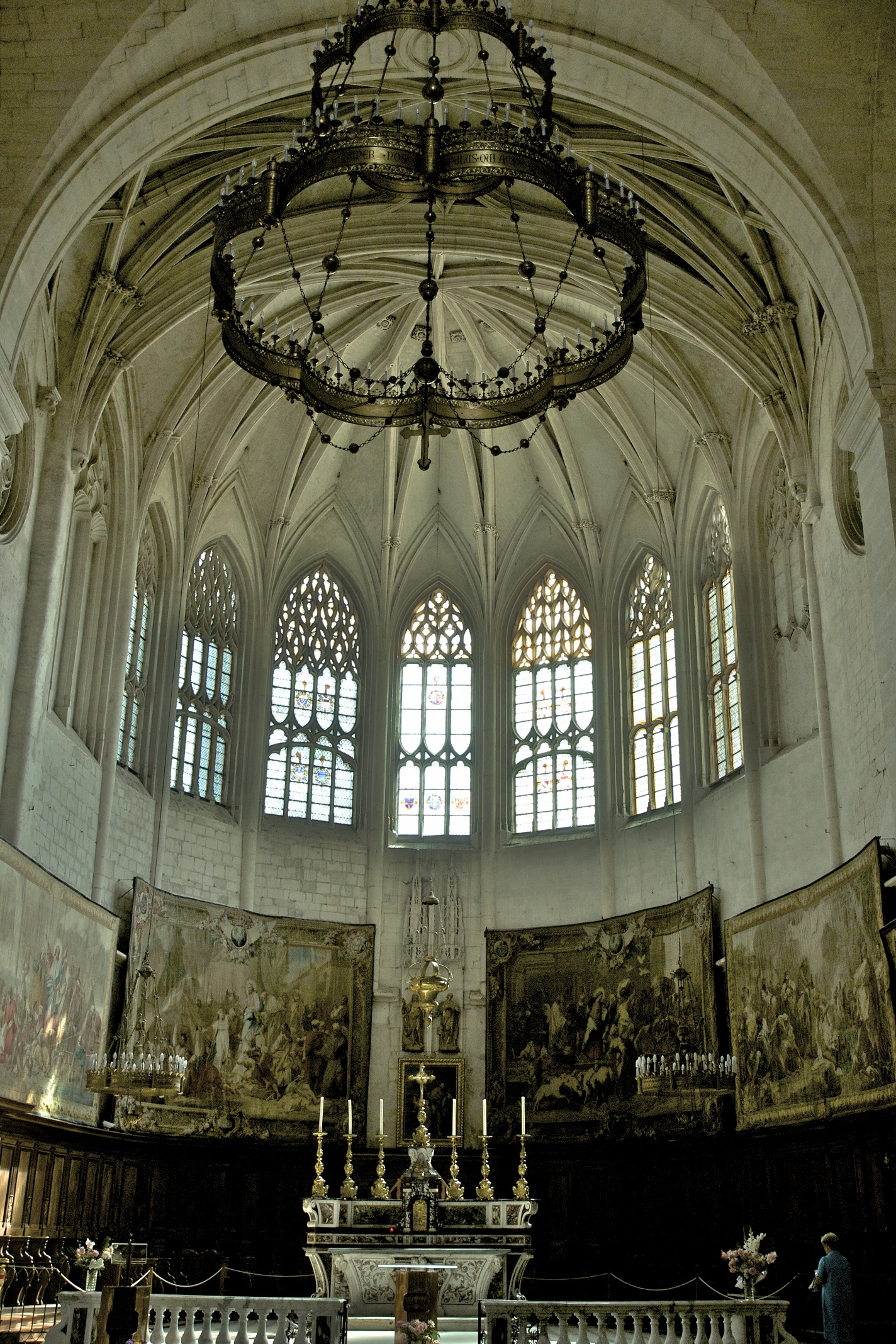
Cathédrale Saint-Vincent de Viviers

De son passé d’évêché, Viviers a conservé un ensemble de remarquables hôtels particuliers et des bâtiments religieux très intéressants.
- Cathédrale Saint-Vincent de Viviers, chemin de Ronde, est la seule de France à avoir conservé intact son quartier canonial.
- Église Notre-Dame-du-Rhône de Viviers, appelée aussi Chapelle des Dominicains de Viviers, place Notre-Dame-du-Rhône [48],[49]
- Église Saint-Laurent, Faubourg la Ciré.
- Église de l'ancienne cité ouvrière Lafarge, appelée aussi Cité Blanche.
- Église Saint-Julien de Viviers.
- Église Saint-Laurent-le-Vieux de Viviers.
- Église Saint-Saturnin de Viviers.
- Église Saint-Victor de Viviers.
- Chapelle Saint-Ostian de Viviers, à saint Ostian.
- Chapelle du couvent Saint-Roch, chemin de Ronde.
- Chapelle au cimetière.

### Patrimoine culturel

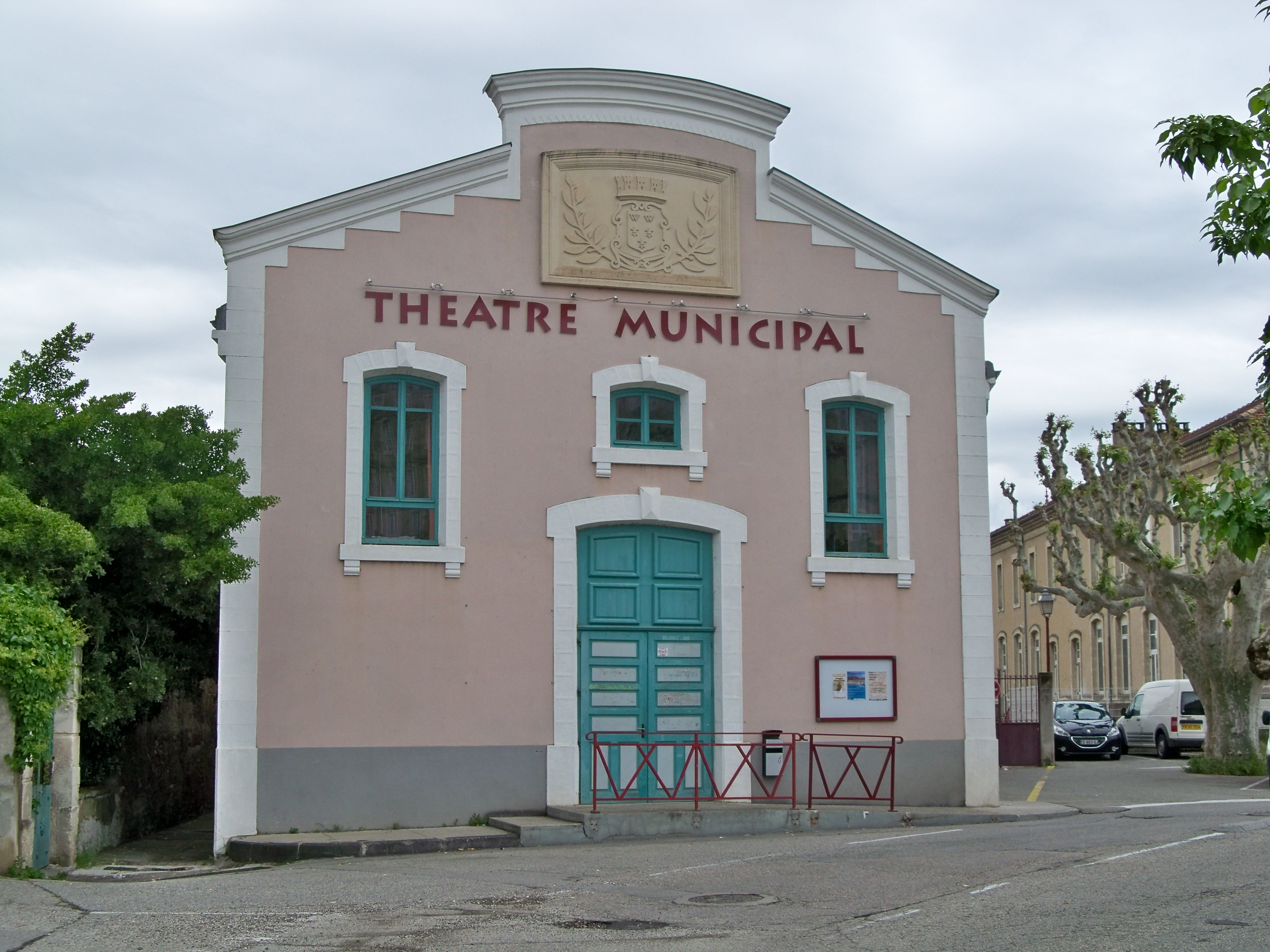
Théâtre municipal de Viviers

Ville médiévale, capitale du Vivarais depuis le Ve siècle, classée 3e secteur sauvegardé de la région Auvergne-Rhône-Alpes, offre aux visiteurs un véritable musée d'architecture à ciel ouvert.
La commune dispose d'un théâtre en activité, ou sont organisées plusieurs manifestations.
Une statue de Johnny Hallyday a été érigée en 2018 sur la route départementale 86, à quelques kilomètres du centre-ville, la mère de l'artiste étant enterrée dans la commune. Elle constitue depuis un lieu de pèlerinage, notamment à la date anniversaire du chanteur (15 juin), pour les fans frustrés que la sépulture de leur idole soit située hors de la métropole. Sculptée par Georges Daniel, la représentation s'élève à 2,70 m environ du sol dans le parc du restaurant « Le Tennessee » qui organise des concerts de rock où se produisent parfois des sosies du chanteur disparu,,,.

### Patrimoine naturel
Le territoire communal héberge en partie la « ZNIEFF du Vieux Rhône et Losne de Viviers à Pont-Saint-Esprit », classé de type 1.

### Personnalités liées à la commune
- Saint Venant de Viviers, évêque (VIe siècle)
- Giuliano Della Rovere (Jules II), né le 5 décembre 1443 à Albisola près de Savone et mort dans la nuit du 20 au 21 février 1513 à Rome. Il fut évêque de Viviers du 3 décembre 1477 au 3 juillet 1478. Il est élu 216e pape de l’Église catholique le 1er novembre 1503 sous le nom de Jules II à la suite du conclave d'octobre 1503. Le mécénat de Jules II couvre cinq projets majeurs : la reconstruction de la basilique Saint-Pierre et l'agrandissement du Vatican par Bramante, la décoration des nouveaux appartements par Raphaël, l'édification d'un tombeau pour lui-même et la décoration de la chapelle Sixtine par Michel-Ange.
- Noël Albert ou Albert de Noé, né à Viviers et mort décapité à Toulouse en 1568, était un riche marchand du Vivarais qui fit rebâtir en style Renaissance la façade de son Hôtel particulier appelé aussi la Maison des Chevaliers, monument incontournable de la ville.
- Marie de Romieu, poétesse née à Viviers (XVIe siècle)
- Le cardinal de Richelieu (1585-1642) y passe une nuit, à l'été 1642, peu de temps avant son décès survenu le 4 décembre suivant.
- Charles-Antoine de La Garde de Chambonas, évêque et comte de Viviers, de 1692 à 1713.
- Étienne-Benjamin Deschauffours, né à Viviers vers 1690, étranglé puis brûlé pour sodomie, à Paris, le 24 mai 1726.
- Charles de La Font de Savine (1742-1814), évêque de Viviers. Il jure fidélité à la Révolution ce qui vaut à la ville de Viviers d'être épargnée de la destruction et du pillage par les troupes révolutionnaires.
- Honoré Flaugergues (1755-1830), astronome amateur qui découvre la grande comète de 1811[56] et les nuages de poussière de Mars.
- Jean-Louis Charrière (1765-1846), général de la Révolution et de l'Empire.
- Eugène Labaume, ingénieur hydrographe et historien, né à Viviers en 1783.
- Joseph Hippolyte Guibert (1802-1886), évêque de Viviers puis archevêque de Tours et de Paris. En 1856, il fait l'acquisition de trois tapisseries des Gobelins et obtient de Napoléon III, le don de trois autres. Cinq d'entre elles sont encore visibles à la cathédrale.
- Napoléon III (1808-1873), s'est arrêté à Viviers le 24 septembre 1852 où il fut acclamé par la foule.
- Charles de Foucauld (1858-1916), ancien saint-cyrien puis martyr, y a été ordonné prêtre le 9 juin 1901. Une statue rappelle son souvenir.
- Paul Signac (1863-1935), peintre paysagiste français, séjourna plusieurs fois à Viviers entre 1926 et 1931.
- Henri de Pavin de Lafarge (1889-1965), sénateur de l'Ardèche de 1930 à 1945.
- Jean Hermil (1917-2006), évêque de Viviers de 1965 à 1992.
- Huguette Galmiche née Clerc (1920-2007), mère de Johnny Hallyday, est enterrée à Viviers, prétexte invoqué pour qu'y soit érigée une statue du chanteur.
- Jean Bonfils (1930-), évêque de Viviers de 1992 à 1998).
- François Blondel (1940-), évêque de Viviers de 1999 à 2015.
- Yves Esquieu (né en 1943) est un archéologue français. Il a notamment conduit des fouilles à Viviers qui ont permis de découvrir les restes d'une place et de base de colonne d'une villa romaine.
- François Félix (né à Viviers en 1949), ancien footballeur professionnel. Il marque 119 buts en 340 matchs de 1re Division, occupant le 42e rang des meilleurs buteurs de l'histoire du championnat de France et dispute la finale de la Coupe UEFA en 1978 avec le SC Bastia face au PSV Eindhoven, ainsi que deux finales de Coupe de France, en 1971 et 1972, toutes deux perdues. Il porta également les couleurs de l'Olympique lyonnais et de l'AJ Auxerre.
- Jean-Louis Balsa (1957-), évêque de Viviers depuis 2015.

### Héraldique
| Blason de Viviers | Blason  | D'azur aux trois fleurs de lys d'or, au chef d'argent chargé de deux lettres W capitales de gueules.                                                          |
| Blason de Viviers | Détails | Conflit héraldique : le blasonnement mentionne trois fleurs de lys ; la représentation n’en montre que deux. Le statut officiel du blason reste à déterminer. |

Quelques photos de divers monuments de Viviers
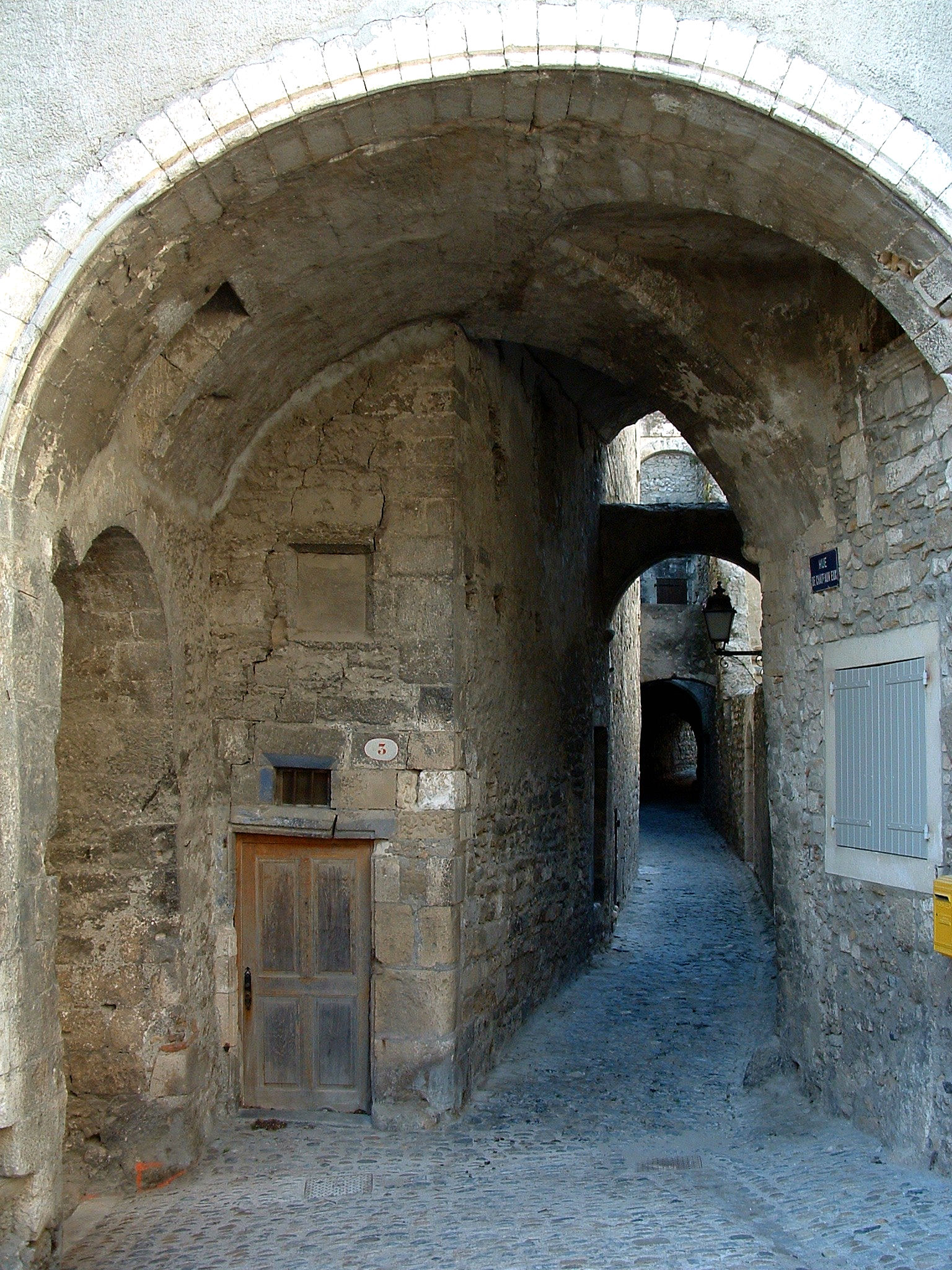
Porte de la Gâche
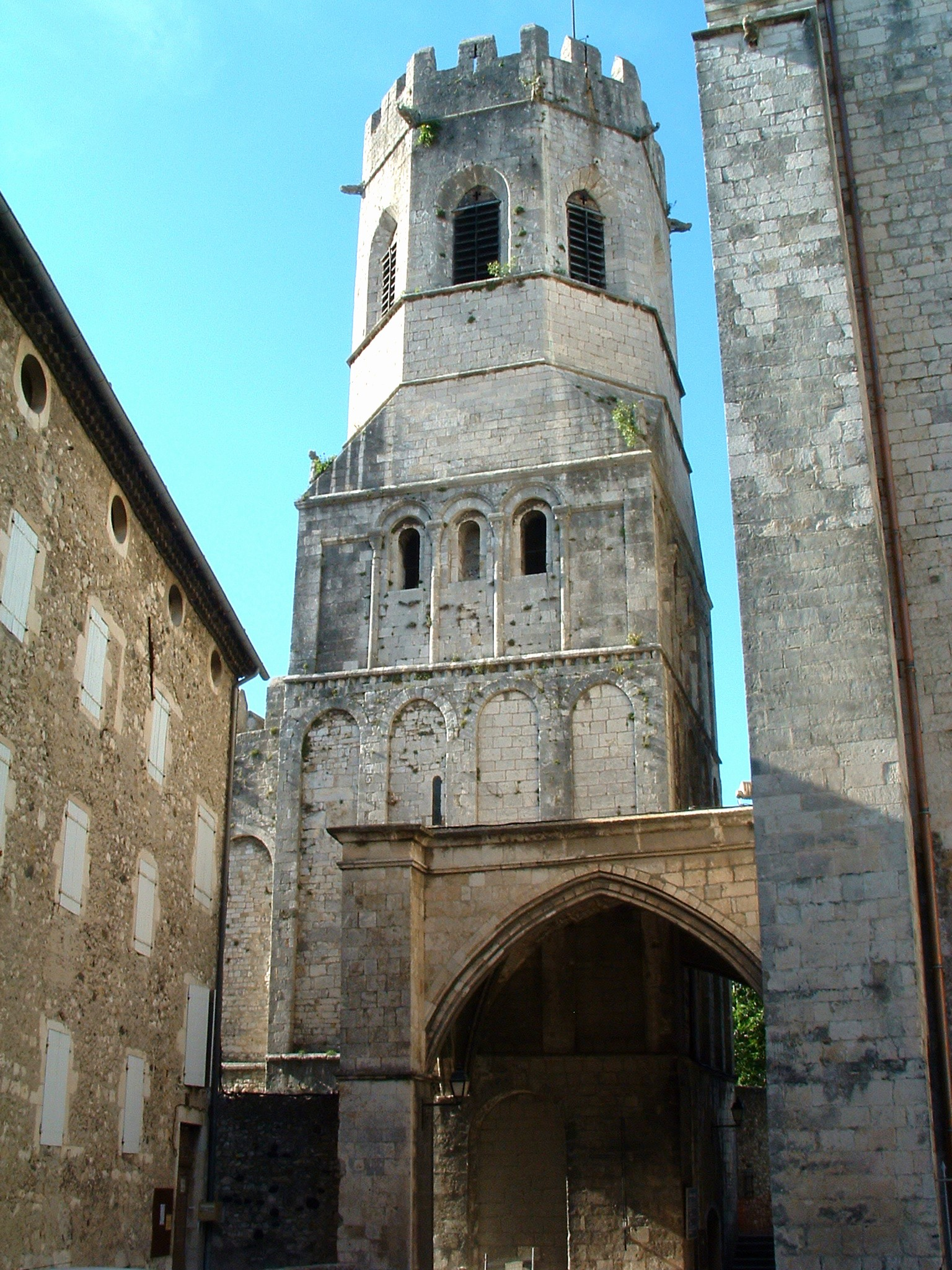
Tour de la cathédrale, ancienne porte
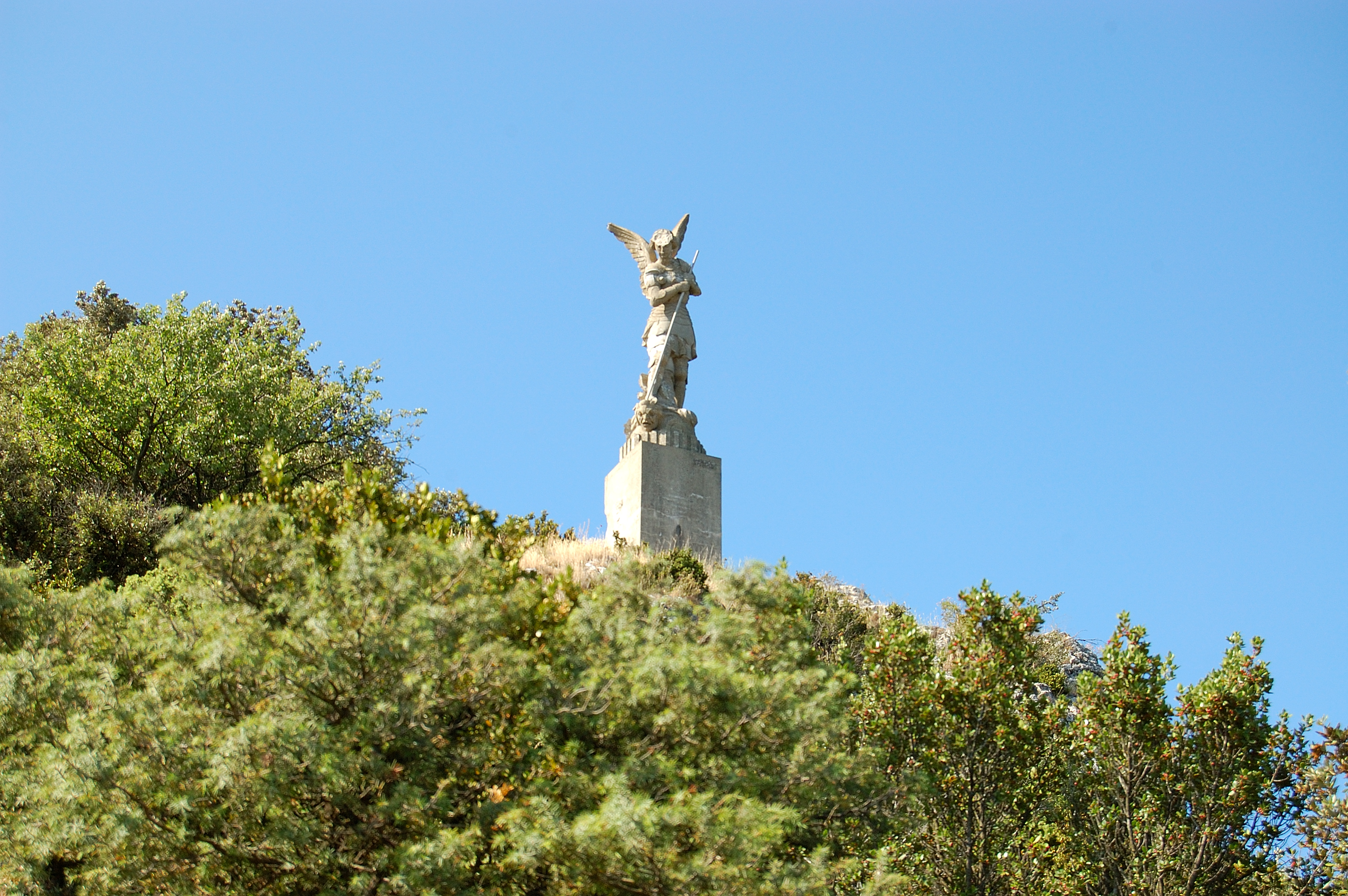
La statue de saint Michel depuis le sentier
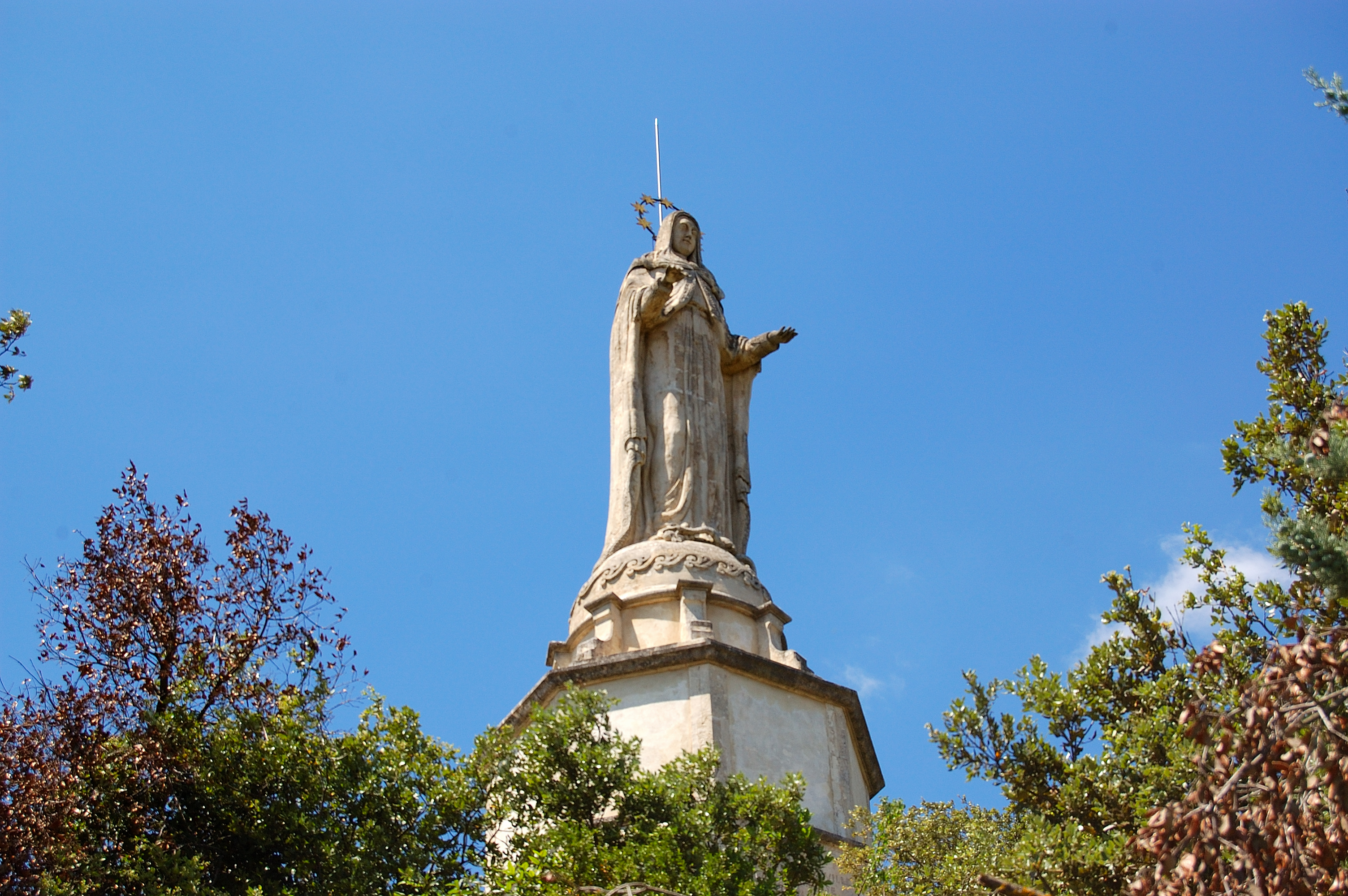
La statue de la Vierge de la Joannade
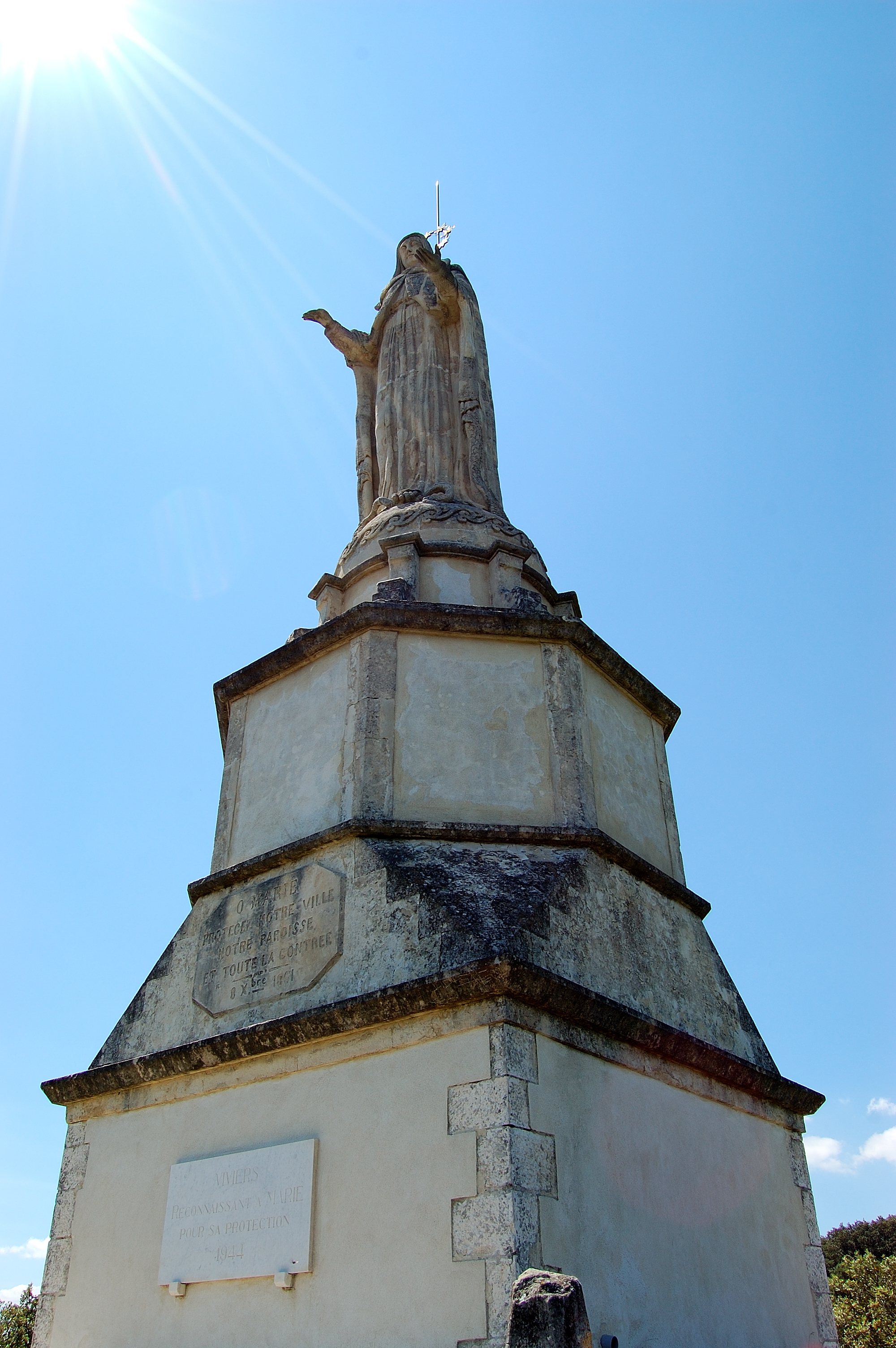
La Vierge protégeant le village
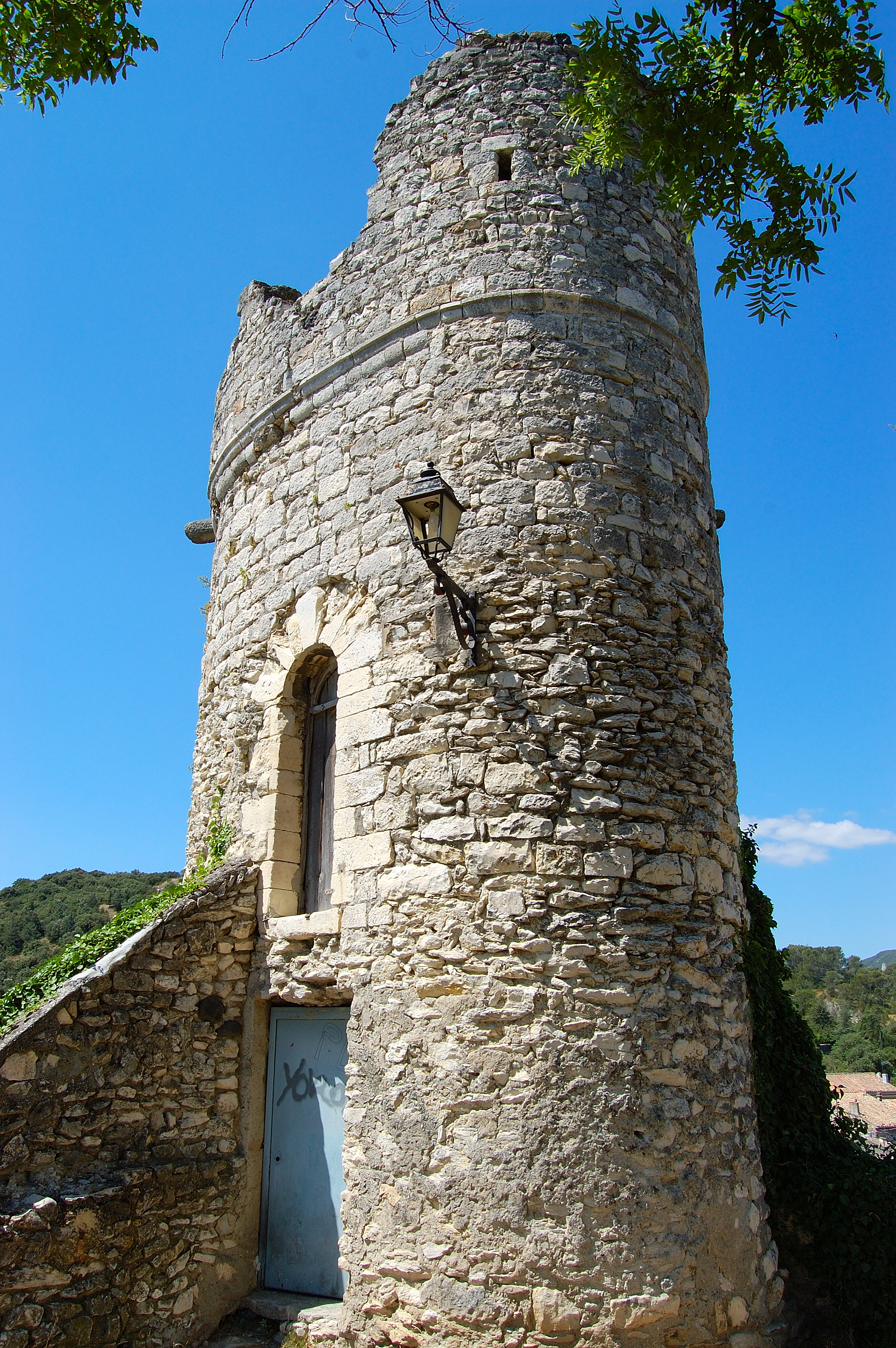
Tour
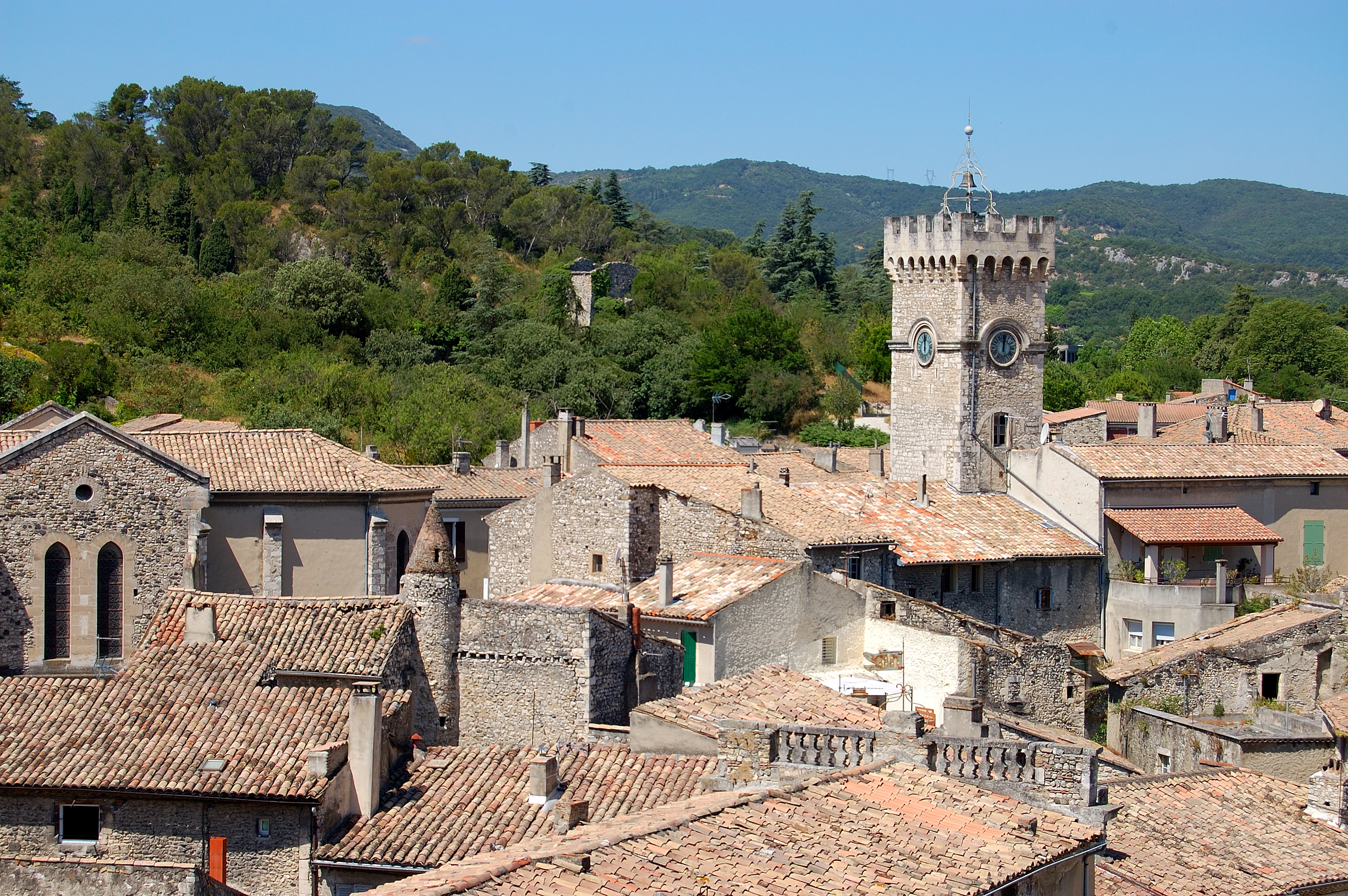
La tour de l'Horloge